# Ducato di Milano
Il Ducato di Milano fu un antico Stato dell'Italia settentrionale, nominalmente parte del Sacro Romano Impero.
Dapprima autonomo nel corso del Quattrocento, sul finire del secolo divenne oggetto delle guerre franco-asburgiche e da allora fu sottoposto a potentati esterni nel resto della sua esistenza (di volta in volta Francia, Spagna e Austria). Nel corso dei secoli anche la sua area variò molto: agli inizi del Quattrocento, sotto Gian Galeazzo Visconti, toccò la sua massima estensione venendo a comprendere quasi tutta la Lombardia, parti del Piemonte (Novara, Vercelli, Tortona, Alessandria, Asti, Mondovì), del Veneto (Verona, Vicenza, Feltre, Belluno) e dell'Emilia (Parma, Piacenza, Bologna, Reggio Emilia), oltre ad un'effimera occupazione di zone del centro Italia (Pisa, Siena, Perugia, Assisi).
Nel corso del Quattrocento, Venezia conquistò il Veneto ex visconteo, oltre a Bergamo, Brescia e Crema; perciò, alla fine del secolo, con gli Sforza il ducato si stabilizzò nella metà occidentale dell'attuale Lombardia, con parti del Piemonte e dell'Emilia, oltre al Canton Ticino, oggi in Svizzera. Tra Cinquecento e Seicento il ducato perse Parma e Piacenza (a favore della Chiesa e poi dei Farnese), ma anche Canton Ticino e Valtellina (ai cantoni svizzeri e ai Grigioni); agli inizi del Settecento perse tutta la zona piemontese e lombarda a ovest del Ticino, quest'ultima corrispondente alla Lomellina, annessa allo Stato sabaudo, mentre nel 1708 annesse il Ducato di Mantova.

## Storia

### I Visconti: i fondatori del ducato

I domini viscontei nel XIV secolo

Le sorti di Milano si intrecciarono sin dal XIII secolo con quelle della Casa dei Visconti, i quali ripresero la politica di espansionismo territoriale ereditata dal Comune ambrosiano. Uno fra i primi esponenti viscontei a guidare la città lombarda fu Ottone Visconti, eletto arcivescovo nel 1262 e che sconfisse i Della Torre nella battaglia di Desio nel 1277. Nella prima metà del secolo successivo i suoi nipoti e pronipoti giunti al governo di Milano (Matteo, Galeazzo I, Azzone, l'arcivescovo Giovanni) allargarono l'area d'influenza viscontea sulle regioni circostanti. Un'eguale politica di allargamento e consolidamento fu perseguita nella seconda metà del secolo dai loro successori (Matteo II, Bernabò e Gian Galeazzo). Dopo un periodo contrassegnato da tensioni fra i vari membri della potente famiglia, Gian Galeazzo Visconti, nipote di Bernabò, nel 1385 con un colpo di mano giunse al potere e, via via, unificò i vasti domini familiari sparsi nell'Italia settentrionale.
Si dice che i territori soggetti al suo dominio fruttassero a Gian Galeazzo in un anno, oltre la rendita ordinaria di 1 200 000 fiorini d'oro, altri 800 000 di sussidi straordinari.

### Il Ducato visconteo (1395-1447)

Il Ducato di Milano e i domini dei Visconti (segnati in verde brillante) all'inizio del XV secolo, all'apice della loro massima potenza, sotto il duca Gian Galeazzo

Il ducato fu costituito ufficialmente l'11 maggio 1395, quando Gian Galeazzo Visconti, già Vicario Imperiale e Dominus Generalis di Milano, ottenne il titolo di Duca di Milano per mezzo di un diploma firmato a Praga da Venceslao di Lussemburgo, Re dei Romani e di Boemia (1378-1400). La nomina fu ratificata e celebrata a Milano il 5 settembre 1395. Gian Galeazzo Visconti ottenne la patente per inquartare il biscione visconteo con l'Aquila imperiale nella nuova bandiera ducale.
Al diploma imperiale del 1395, che istituiva il nuovo ducato esteso alla sola città di Milano e al suo "contado", seguì un secondo documento datato 13 ottobre 1396 con il quale furono estesi i poteri ducali a tutti i domini viscontei, e dove sono citati i centri più significativi del ducato: Alessandria, Asti, Avenza (Carrara), Bassano del Grappa, Belluno, Bergamo, Bobbio, Borgo San Donnino (Fidenza), Bormio, Brescia, Crema, Cremona, Como, Feltre, Lodi, Novara, Novi Ligure, Parma, Piacenza, Pontremoli, Reggio nell'Emilia, Riva del Garda, Rocca d'Arazzo, Sarzana, Soncino, Tortona, Vercelli, Verona, Vicenza. Inoltre fu adottata la primogenitura maschile legittima per la successione dinastica e fu creata la Contea di Pavia, appannaggio dell'erede al trono. Nel 1397 un ulteriore diploma imperiale istituì tra i feudi viscontei la contea di Angera (25 gennaio 1397). Falso, invece, è un ulteriore diploma imperiale, firmato dallo stesso Venceslao di Lussemburgo a Praga il 30 marzo 1397, con il quale il re dei Romani avrebbe proclamato Gian Galeazzo anche Dux Lombardiae.
Alla morte di Gian Galeazzo Visconti (1402), il giovanissimo figlio Giovanni Maria non seppe mantenere le conquiste paterne e il ducato andò incontro a una rapida disgregazione a partire da Poschiavo che, dopo due anni di rivolta, nel 1408 passò alla Lega Caddea, mentre il papa si era già impossessato di Assisi, Perugia e Bologna con la Pace di Caledio del 25 agosto 1403, e le repubbliche toscane erano tornate indipendenti, come pure erano state cedute le città venete e le Langhe, e Reggio Emilia era passata agli Este.
Nel 1412 Giovanni Maria morì assassinato a Milano da congiurati terrorizzati dalle sue frequenti manie omicide. Gli succedette al trono il fratello minore Filippo Maria, che, dopo aver ripreso il controllo di gran parte del ducato, riprese la politica espansionistica perseguita da Gian Galeazzo ed entrò in contrasto con la Repubblica di Venezia. La guerra, dichiarata nel 1426, durò diversi anni, e si concluse con la Pace di Ferrara (1428), in cui Filippo Maria Visconti cedette alla Serenissima le città e i territori di Brescia e Bergamo, vanificando il regalo di Vercelli che era stato fatto ai Savoia per tutelarsi da un conflitto su due fronti. La frustrazione del duca per tale clamoroso errore strategico si riversò sulla sventurata moglie Maria di Savoia.
Alla morte senza eredi di Giovanna II d'Angiò (1435), la corona del regno di Napoli fu contesa fra Angioini e Aragonesi. Filippo Maria Visconti formò una lega con Venezia e Firenze e si schierò con gli Angioini; in seguito, in uno dei suoi frequenti cambi di schieramento passò con gli Aragonesi ma fu sconfitto dagli ex alleati, guidati dal condottiero mercenario Francesco Sforza. Nel 1441 Filippo Maria firmò la Pace di Cremona, con la quale cedette altre terre alla Repubblica di Venezia e diede in moglie a Francesco Sforza la propria figlia naturale Bianca Maria, che in dote al marito portò Cremona e il suo contado, eccetto Castelleone e Pizzighettone, piazzaforte che fu scambiata con Pontremoli in Lunigiana.

### L'Aurea Repubblica Ambrosiana (1447-1450)
Alla morte di Filippo Maria, ultimo dei Visconti (agosto 1447), fu istituita la cosiddetta Aurea Repubblica Ambrosiana, una forma di governo repubblicana istituita da un gruppo di nobili milanesi. La Repubblica affidò la difesa contro Venezia a Francesco Sforza che, dotato di notevoli capacità strategiche, approfittò della crisi della repubblica per farsi nominare Duca di Milano (25 marzo 1450).

### Il primo Ducato sforzesco (1450-1499)

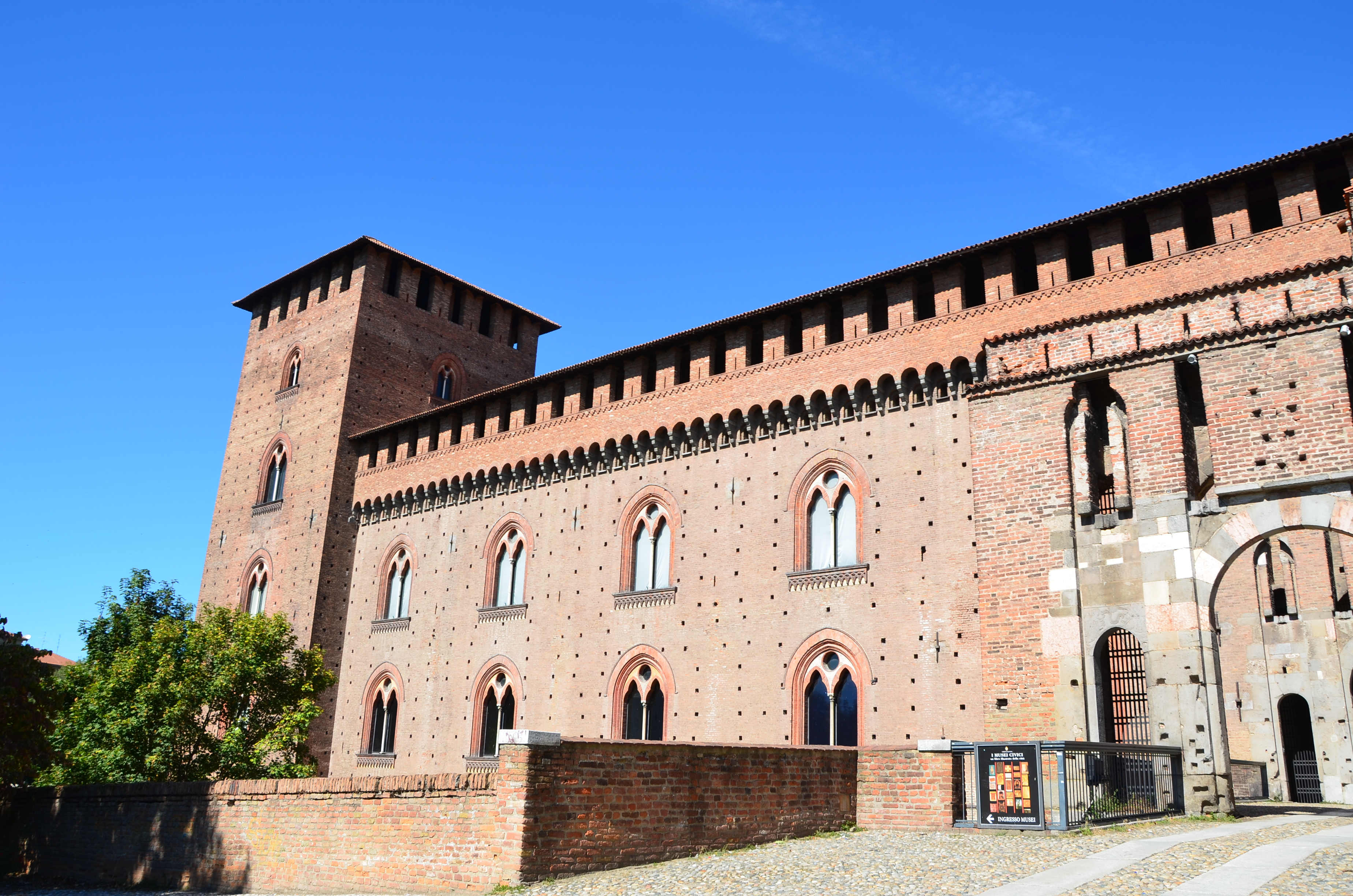
Il castello di Pavia

Venezia non aveva abbandonato il suo desiderio di espandersi in Lombardia e quindi strinse un'alleanza con Alfonso d'Aragona, Re di Napoli, e con l'Imperatore Federico III d'Asburgo (1440-1493) contro Francesco Sforza e i suoi alleati. La caduta di Costantinopoli, conquistata dai Turchi però mise in pericolo l'assetto dei possedimenti veneziani nell'Egeo e dopo 4 anni di guerra si giunse alla firma della Pace di Lodi (aprile 1454).
Con questo documento Francesco Sforza e Alfonso d'Aragona furono riconosciuti rispettivamente Duca di Milano e Re di Napoli, la Repubblica di Venezia estese il suo dominio fino all'Adda e fu conclusa la Santissima Lega Italica contro i Turchi.
L'equilibrio politico raggiunto con la Pace di Lodi durò fino alla morte di Lorenzo il Magnifico (8 aprile 1492) e alla discesa di Carlo VIII in Italia (1494), salvo qualche incursione svizzera sfociata nella Pace di Lucerna.
Galeazzo Maria, figlio di Francesco Sforza, a causa del suo governo considerato da molti tirannico, fu assassinato in una congiura. Il figlio, Gian Galeazzo Sforza, governò sotto la reggenza della madre Bona di Savoia, finché lo zio, Ludovico il Moro usurpò il trono del ducato. Ludovico il Moro, figlio di Francesco Sforza, riuscì a ottenere la tutela del nipote Gian Galeazzo e a confinarlo nel Castello di Pavia, dove nel 1494 morì in circostanze così misteriose che non pochi sospetti si addensarono attorno allo stesso Moro.
Si guastarono perciò i rapporti fra Ludovico e Ferdinando d'Aragona: Gian Galeazzo aveva infatti sposato una nipote del Re di Napoli, il quale prese le parti del legittimo erede. Ludovico il Moro rispose incoraggiando Re Carlo VIII di Francia a rivendicare il Regno di Napoli, poiché fino al 1442 il trono partenopeo era appartenuto al casato francese degli Angioini. Nel 1494 Carlo VIII discese in Italia e conquistò Napoli, sconvolgendo l'equilibrio fra i vari Stati italiani e dando inizio alle guerre d'Italia (1494-1559).

### La conquista francese (1499-1512)

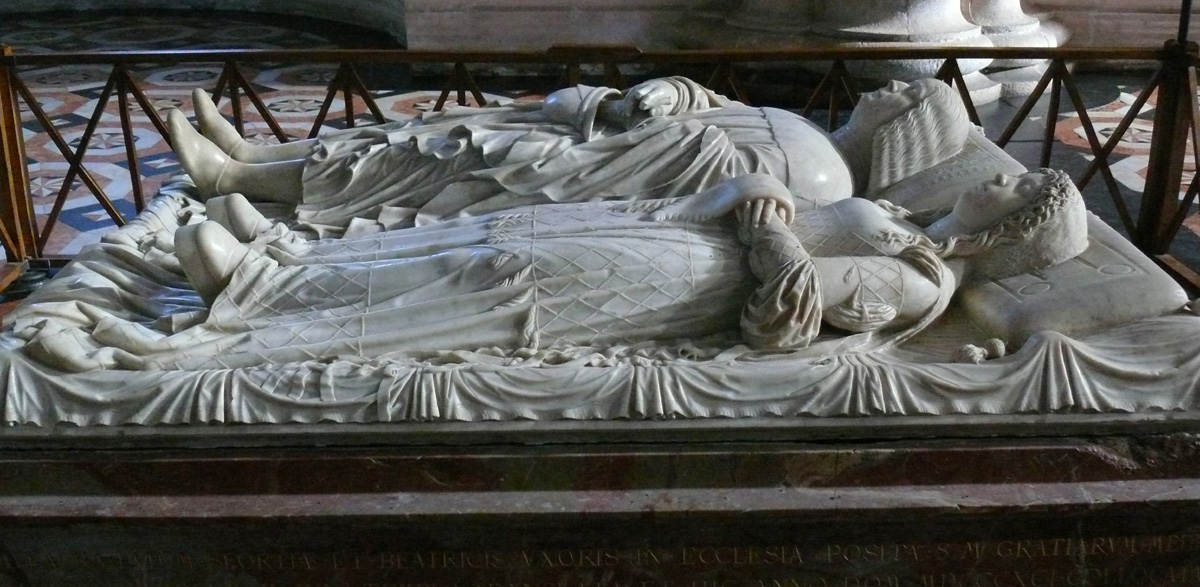
Cristoforo Solari, tomba di Ludovico il Moro e Beatrice d'Este, Certosa di Pavia.

Nel 1495 Carlo VIII fu cacciato dalla Penisola da una Lega composta dagli Stati italiani, Sacro Romano Impero, Spagna e Inghilterra, ma solo tre anni dopo, nel 1498, il Duca d'Orléans, divenuto Re di Francia col nome di Luigi XII, fece valere le proprie pretese sul ducato di Milano: un suo antenato, Luigi di Turenna, aveva infatti sposato nel 1389 Valentina Visconti, figlia del duca Gian Galeazzo, il cui contratto matrimoniale stabiliva che, nel caso di estinzione della dinastia viscontea, il titolo di Duca di Milano andasse ai discendenti di Valentina. Luigi XII, protestandosi legittimo erede dei Visconti, invase lo Stato milanese nel 1499, scacciandone Ludovico il Moro. L'ex sovrano sforzesco cercò inutilmente di contrastare le truppe transalpine, chiedendo anche aiuto all'Imperatore, ma riuscì soltanto a riprendere per breve tempo la capitale e poche altre terre. Sconfitto e fatto prigioniero a Novara nel 1500, fu deportato in Francia, nel Castello di Loches, ove morì il 27 maggio 1508.

### Il secondo Ducato sforzesco (1512-1515) e controllo dei cantoni svizzeri
Luigi XII rimase Duca di Milano fino al 1512, quando l'esercito svizzero scacciò quello francese dalla Lombardia e pose sul trono milanese Massimiliano Sforza, figlio di Ludovico il Moro. Fra il 1512 e il 1515 i Cantoni svizzeri controllarono de facto il ducato.

### Il secondo Ducato francese (1515-1521)
Sotto il regno di Francesco I di Valois, la Corona francese riuscì a ristabilire la propria sovranità sul ducato milanese. Nel 1515, dopo la sanguinosa battaglia di Marignano, che vide la sconfitta dell'esercito elvetico, il sovrano francese depose Massimiliano e si installò sul trono ducale. Nonostante la sconfitta gli Svizzeri riuscirono però a conservare i territori lungo la strada che dal Passo del San Gottardo conduce alle porte di Como (odierno Canton Ticino). Il trattato di Noyon del 1516 confermò il possesso del Ducato di Milano ai francesi. Francesco di Valois governò il ducato fino al 1521, quando Carlo V, Re di Spagna e Imperatore del Sacro Romano Impero, innalzò al trono del ducato il giovane fratello di Massimiliano, Francesco II Sforza.

### Il terzo Ducato sforzesco (1521-1535)

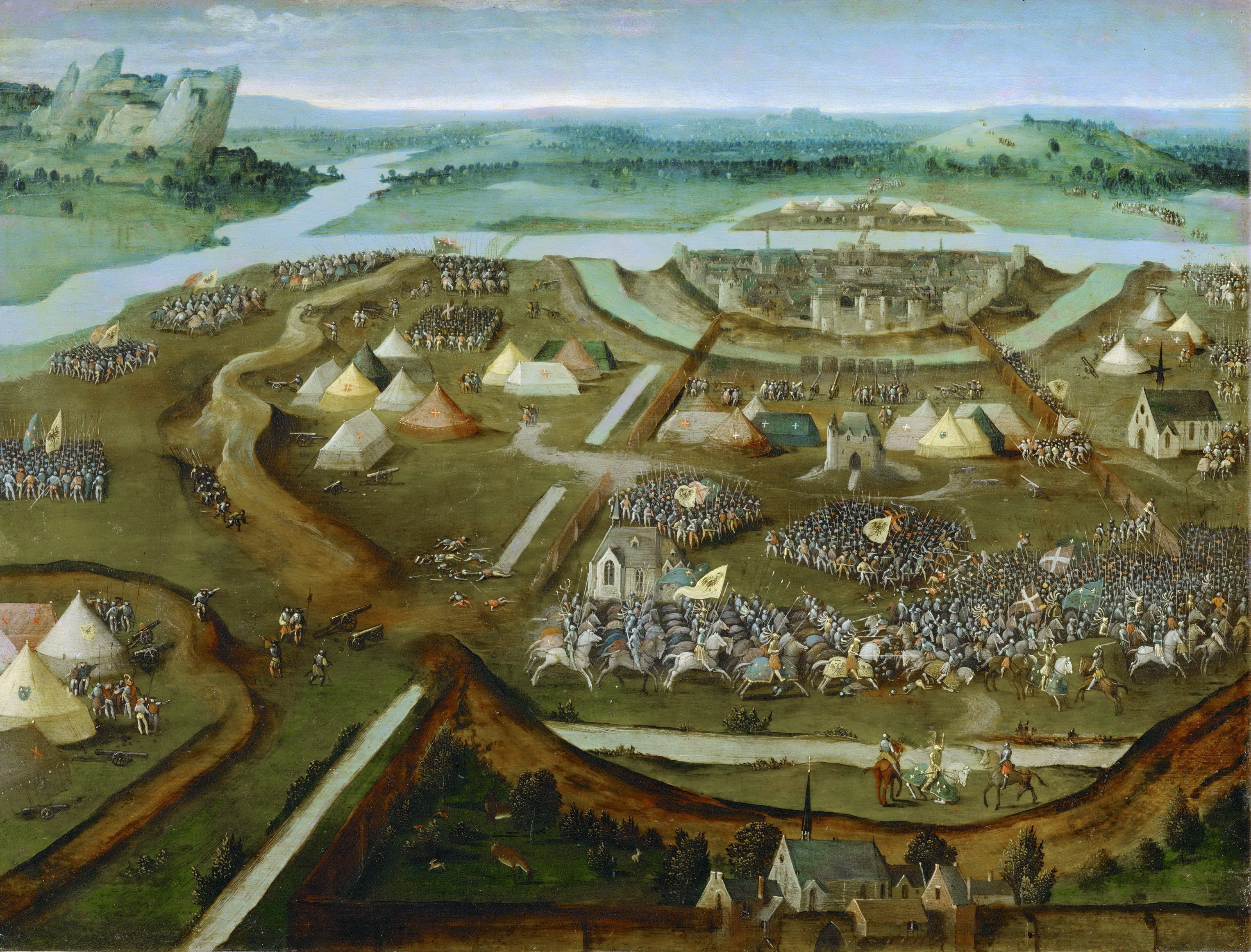
La battaglia di Pavia del 1525

Dopo la decisiva sconfitta francese nella battaglia di Pavia il 24 febbraio 1525, che lasciò alle forze imperiali di Carlo V il predominio in Italia, Francesco II Sforza si unì alla Lega di Cognac contro l'Imperatore: insieme a lui, la Repubblica di Venezia, la Repubblica fiorentina, il Pontefice Clemente VII e il Regno di Francia. Il Duca fu rapidamente soverchiato dalle truppe imperiali, ma riuscì a mantenere il controllo su alcune città e piazzeforti del ducato. Grazie alla Repubblica di Venezia che cedette in cambio del ritiro delle pretese imperiale su Milano tutta la costa pugliese (Brindisi, Monopoli, Gallipoli, Polignano, Lecce, Bari e Trani), dovuto anche al fatto che Carlo V non voleva scontrarsi con i Veneziani, "perché se non avesse ceduto, non avrebbe potuto aver pace con i Veneziani e sarebbe stata une guerre immortelle en Italie", e lui sapeva di non avere i mezzi per spuntarla, perché preme troppo ai Veneziani che Milano non venga in mano d'oltramontani, dato che non si ritenevano "atti all'occuparlo né poi proporzionati per poterlo tenere". Francesco II Sforza morì senza eredi nel 1535 aprendo una nuova questione per la successione al trono. In questo periodo, per la precisione nel 1532, Francesco II Sforza chiede e ottiene da parte di Papa Clemente VII l'elevazione di Vigevano, città alla quale la sua famiglia era sempre stata profondamente legata, a capoluogo del Vigevanasco, dopo che questa aveva ottenuto nel 1530 il titolo di città e sede vescovile secondo le medesime modalità.

### Il periodo spagnolo (1559-1707)
Il Re di Francia Francesco I e l'Imperatore Carlo V reclamavano il ducato facendosi guerra. Quest'ultimo, rivendicandolo come feudo imperiale all'estinzione degli Sforza, ottenne il controllo del ducato e vi installò il figlio Filippo con diploma imperiale firmato a Bruxelles l'11 ottobre 1540 e reso pubblico nel 1554. Il possesso del ducato da parte di Filippo fu finalmente riconosciuto dal re Enrico II di Francia nel 1559, con la Pace di Cateau-Cambrésis. Il ducato, persa ogni forma di indipendenza, fu ridotto a uno Stato regionale sottoposto alle dominazioni straniere per il resto della sua storia.

### Regno austriaco (1714-1797)
Con il trattato di Baden, che mise fine alla guerra di successione spagnola, il ducato di Milano fu ceduto alla Casa degli Asburgo d'Austria. Nel corso del XVIII secolo la superficie del ducato – nonostante l'accorpamento nel 1745 con il Ducato di Mantova, dotato però di forti autonomie rispetto a Milano – si ridusse ulteriormente, arrivando a un'estensione inferiore addirittura all'attuale Lombardia: infatti, non appartenevano al ducato milanese Bergamo, Brescia, Crema, la Valtellina, l'Oltrepò Pavese e la Lomellina.
Il governo degli Asburgo d'Austria fu caratterizzato da rilevanti riforme amministrative, che i sovrani del casato austriaco – ispirati dai principi del cosiddetto assolutismo illuminato – introdussero anche nei loro territori lombardi: per esempio, la risistemazione del catasto, la soppressione della censura ecclesiastica, lo sviluppo dell'industria della seta.

### La fine del Ducato
A seguito della vittoriosa campagna di Napoleone Bonaparte nell'Italia settentrionale nel 1796, il ducato, affidato a una Giunta interinale di governo, fu ceduto alla Repubblica Francese dagli Asburgo con il Trattato di Campoformio nel 1797. Ma già nel 1796 i Francesi avevano istituito sui territori del ducato di Milano lo Stato vassallo della Repubblica Transpadana, fusasi con la Repubblica Cispadana nel 1797 andando a costituire la Repubblica Cisalpina, di cui Milano divenne la capitale. Dopo la sconfitta di Napoleone, sulla base delle decisioni prese dal Congresso di Vienna il 9 giugno 1815, il ducato di Milano non venne restaurato ma entrò a far parte del Regno Lombardo-Veneto, dipendente dall'Impero austriaco.

## Geografia

### Territorio
Il ducato, le cui frontiere mutarono sensibilmente nel tempo, aveva come capitale la stessa città di Milano e comprendeva principalmente l'odierna regione Lombardia con l'esclusione del territorio di Mantova, appartenente alla casa dei Gonzaga; esso si estendeva, seppur in alcuni casi per pochi anni, tra Emilia, Liguria, Corsica, Piemonte, Toscana e Veneto, spingendosi anche nelle terre dell'attuale Canton Ticino. Formalmente, esso era parte del Sacro Romano Impero, ma era di fatto indipendente.
Dopo aver raggiunto la massima espansione sotto lo stesso Gian Galeazzo, morto nel 1402, le frontiere del ducato milanese andarono progressivamente riducendosi, sino a comprendere, al termine dell'età austriaca, soltanto il territorio compreso fra Svizzera, Ticino, Po e Adda, con parte del Cremonese e del Mantovano.
Nel corso del XV secolo, le regioni che costituiscono oggi il Canton Ticino furono ripetutamente invase dagli Svizzeri. I confini del ducato verso la Svizzera, l'attuale frontiera tra Lombardia e Confederazione Elvetica, tranne la Valtellina, che appartenne ai Grigioni fino al 1797, si stabilizzarono nel 1515 dopo la sconfitta dell'esercito svizzero a Marignano da parte di forze venete e francesi.

### Contadi e diocesi
Il ducato non riuscì a trasformarsi in uno Stato unitario, ma espresse il suo potere locale attraverso i vecchi contadi, territori provinciali delle vecchie signorie annesse nel Trecento e largamente corrispondenti alle diocesi cattoliche. Quasi la metà del territorio venne persa già con la morte di Gian Galeazzo Visconti.
- ducato di Milano con tutta la sua arcidiocesi (Ducato dall'11 maggio del 1395 mediante diploma dell'imperatore Venceslao[12])
- contea e diocesi di Pavia: dal 13 novembre 1359 (Contea dal 13 ottobre del 1396 mediante diploma dell'imperatore Venceslao[12], poi Principato dal 12 giugno 1499 grazie al diploma rilasciato dall'imperatore Massimiliano I[13]);
- contado e diocesi di Alessandria: dal 13 gennaio 1347;
- contado e diocesi di Assisi, al seguito dei perugini;
- contado e diocesi di Belluno, dal 1388 al 1404;
- contado e diocesi di Bergamo: dal 27 settembre 1332 alla Pace di Ferrara del 19 aprile 1428;
- contado e diocesi di Bobbioː dal 1341
- contado e diocesi di Bologna, dalla sconfitta dei Bentivoglio nella battaglia di Casalecchio del 26 giugno 1402 alla Pace di Coledio del 25 agosto 1403;
- contado e diocesi di Brescia: dall’8 ottobre 1337 al 20 novembre 1426 come confermato dalla Pace di Ferrara;
- contado e diocesi di Como: dal 25 luglio 1335;[14]
- contado e diocesi di Cremona: dal 18 luglio 1334;[15]
- contado e diocesi di Feltre, al seguito dei bellunesi;
- contado e diocesi di Lodi: dal 31 agosto 1335;
- contado e diocesi di Novara: dal 22 maggio 1332;
- contado e diocesi di Parmaː dal 1346;
- Contado e diocesi di Perugia, dal 21 gennaio 1400 alla Pace di Coledio del 25 agosto 1403;
- contado e diocesi di Piacenzaː dal 1346;
- contado e diocesi di Reggio Emilia, dal 17 maggio 1371 all’assassinio di Ottobuono de' Terzi nel 1409;
- contado e diocesi di Tortona: dal 13 gennaio 1347;
- contado e diocesi di Vercelli: dal 1334 al matrimonio di Maria di Savoia il 2 dicembre 1427;
- contado e diocesi di Verona, dalla cacciata degli Scaligeri il 18 ottobre 1387 alla dedizione di Verona a Venezia del 24 giugno 1405;
- contado e diocesi di Vicenza, dalla cacciata degli Scaligeri nel 1387 al 1404;
- Repubblica di Lucca, protettorato nel periodo di Paolo Guinigi;
- Repubblica di Pisa, si assoggettò a Gian Galeazzo, dal 1399 al 1406;
- Repubblica di Siena, si assoggettò a Gian Galeazzo, dal 1399 al 1404;

## Demografia
Il Ducato di Milano comprendeva uno dei territori più densamente popolati d'Europa. In assenza di censimenti antecedenti a quello del 1750 è impossibile conoscerne con precisione la demografia e si può ricorrere solamente a stime. Bonvesin de la Riva, che scrive verso la fine del XIII secolo, quando il Ducato non era ancora, ritiene che al suo tempo l'arcidiocesi di Milano contasse una popolazione di circa 700 000 abitanti di cui 200 000 uomini in grado di imbracciare le armi. Le uniche città al suo interno erano Milano e Monza, se ne ricava quindi una densità di popolazione pari a circa 160-170 ab/km2 e un tasso di urbanizzazione del 20-25%.

### Città
Le città storicamente appartenenti al Ducato erano, ordinate per popolazione: Milano (100 000-150 000 abitanti), Cremona (40 000-50 000), Piacenza (25 000-30 000), Pavia (20 000-25 000), Parma (15 000-18 000), Como (6 000-10 000), Monza (10 000), Alessandria (6 000-10 000), Vigevano (6 000-10 000), Lodi (7 000-8 000), Novara (5 000-7 000), Voghera (5 000), Tortona (5 000), Mortara (4 000-5 000), Pizzighettone (3 000-4 000), Varese (2 000-3 000) e Bellinzona (1 000-2 000).
- Milano era la capitale politica, economica e religiosa del Ducato. Sorgeva in posizione baricentrica all'interno del dominio e nel punto più stretto della Pianura Padana, rendendola un crocevia naturale per i traffici mercantili all'interno dell'Italia settentrionale e con il Regno di Francia, la Svizzera e il resto del Sacro Romano Impero. Era cinta da una cerchia di 6 km di mura, dotata di sei porte maggiori e dieci pusterle (porte minori), che racchiudeva una superficie di circa 280 ettari. La sua popolazione entro le mura era di circa 100 000 abitanti ma già in epoca comunale si erano venuti a creare borghi di notevoli dimensioni lungo le strade che uscivano da ciascuna delle porte e la campagna entro la giurisdizione cittadina era punteggiata da decine di cascine. La popolazione complessiva viene quindi generalmente stimata tra i 100 000 e i 150 000 abitanti, all'incirca pari alla somma di tutte le altre città ducali. Era divisa in sestieri che prendevano il nome dalle porte maggiori, ciascuno dei quali era a sua volta diviso in cinque contrade che comprendevano 115 parrocchie. Il prestigio della città derivava dall'essere stata capitale dell'Impero Romano d'Occidente (286-402), dal 604 al 626 del Regno Longobardo[22] e fu il centro principale della Lega Lombarda[23]. Il suo primato religioso, consolidatosi già con Ambrogio, era determinato dall'essere sede arcivescovile e centro del rito ambrosiano, dalle circa duecento chiese che ospitavano le reliquie di oltre sessanta santi e dalle decine di monasteri e conventi. Era un importante centro di produzione di armi, armature, utensili in ferro battuto[24], abiti (seta, lana e fustagno di alta qualità) e gioielli.

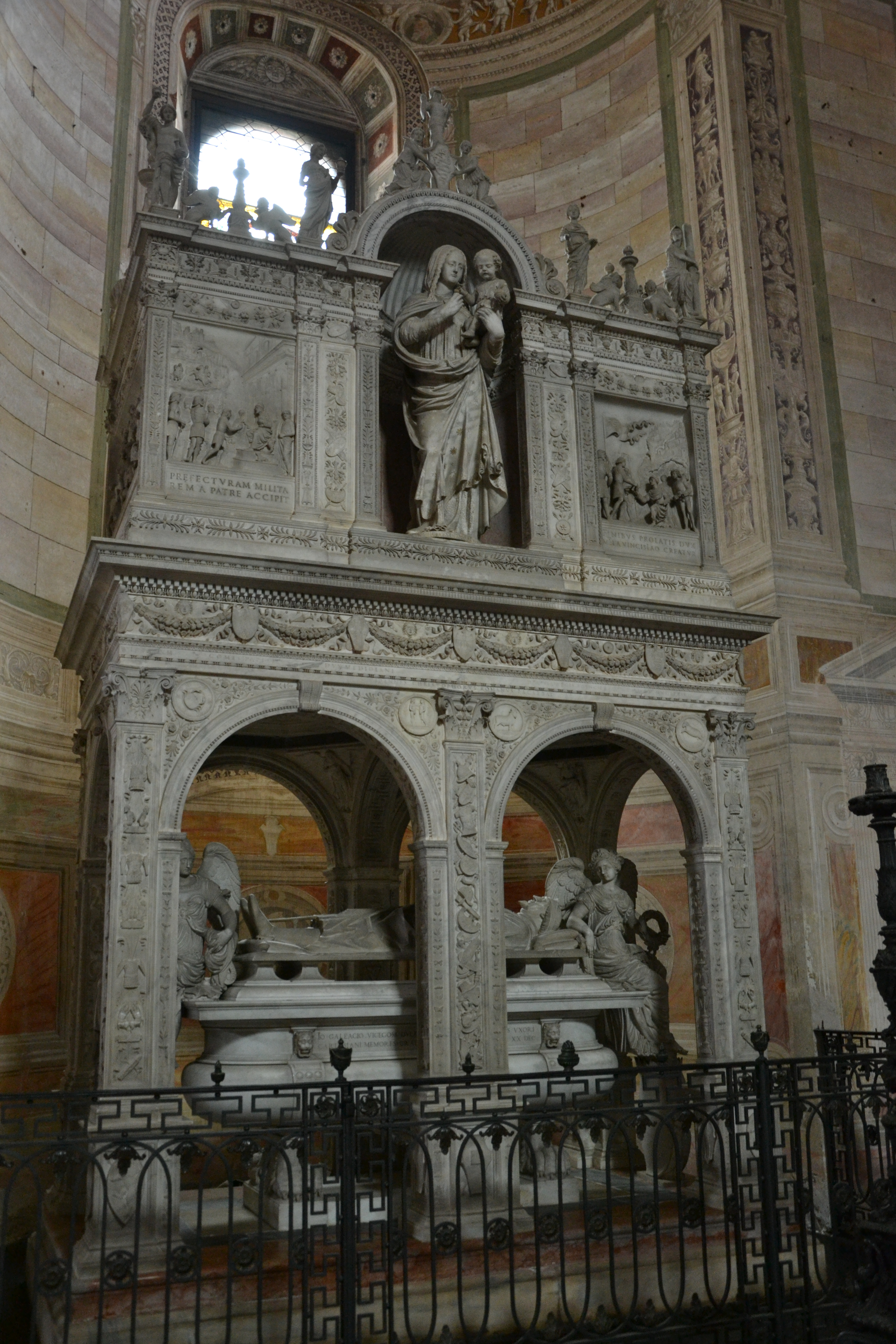
Gian Cristoforo Romano, tomba di Gian Galeazzo, Certosa di Pavia.

- Gian Cristoforo Romano, tomba di Gian Galeazzo, Certosa di Pavia.Pavia, benché molto meno popolosa, era seconda solo a Milano per prestigio in quanto, dopo essere stata una delle sedi reali degli Ostrogoti (Teodorico fece sorgere in città il palazzo Reale[25]), fu per secoli la principale capitale del Regno Longobardo e del Regno d'Italia e, insieme alla sua contea, dal 1396 fu appannaggio dell'erede al trono ducale[26]. Attraversata dalla via Francigena, posta sulle rive del Ticino, poco a monte della confluenza con il Po, costituiva un importante porto fluviale ed era la sede della flotta ducale[27]. Era un importante centro religioso poiché vantava molte antiche e insigni chiese e importanti reliquie tra cui quelle di Agostino da Ippona, custodite nella Basilica di San Pietro in Ciel d'Oro, dove venne sepolto Galeazzo II, mentre la moglie, Bianca Savoia, venne sepolta nel monastero di Santa Chiara la reale. Sede della Schola Papiense dall'825 e dell'università dal 1361, rappresentava il centro culturale del Ducato. Fu la residenza prediletta di Galeazzo II (nel 1365 divenne sede della sua corte[28]) e della maggior parte dei duchi e il suo castello ospitava l'archivio[29], la biblioteca, l'armeria e parte, almeno fino al 1413, della cancelleria ducale[30][31] e disponeva inoltre di un'immensa riserva di caccia, il Parco Visconteo. La Certosa di Pavia, situata pochi chilometri a nord della città, fu pensata come mausoleo dinastico per i duchi di Milano e in essa venne sepolto il primo duca di Milano, Gian Galeazzo, il cui cuore invece fu riposto nella basilica di San Michele, dove venivano incoronati i re d'Italia[32]. La prima moglie di Gian Galeazzo, Isabella di Valois e i primi figli della coppia, Azzone e Carlo, vennero tumulati nella chiesa di San Francesco[32].
- Cremona era la seconda città per popolazione. Fu sempre cara a Bianca Maria Visconti, in quanto parte integrante della sua dote in vista del matrimonio con il futuro duca Francesco Sforza; da allora divenne simbolicamente la città delle duchesse di Milano. Era divisa in quartieri che prendevano il nome dalle rispettive porte, a loro volta suddivisi in vicinie: San Lorenzo (15 vicinie), Natali (13), Ariberti (16) e Pertusio (20). Importante centro mercantile, fu sede sin dal 1183 dell'Universitas Mercatorum, l'associazione dei banchieri e dei mercanti cremonesi, nata con lo scopo di tutelare i loro interessi durante i commerci nel piacentino e in Lunigiana.[33] Una parte rilevante dei suoi scambi commerciali avveniva tuttavia attraverso il Po. Cremona era infatti dotata di un importante porto fluviale sul grande fiume insieme alla "gemella" Piacenza[34], poteva inoltre sfruttare un canale, noto come Tagliata, per trasportare le merci da Guastalla e Luzzara sino a Bondeno garantendo ai suoi mercanti minori pedaggi. Un lungo ponte in legno permetteva invece il transito delle merci tra le due sponde del grande fiume. Tra le produzioni più note della città vi erano il fustagno[35], i laterizi e i cappelli di paglia. Il possente castello di Santa Croce era una delle maggiori fortezze urbane del Ducato.
- Piacenza, probabilmente la terza città del ducato per popolazione e la seconda per estensione. Era un centro mercantile famoso per la produzione di fustagno e un importante porto fluviale sul Po insieme a Cremona. Piacenza era una delle città più fortificate del Ducato, presentava una cinta muraria lunga oltre sei chilometri e già sotto i Visconti era difesa da tre grandi fortezze: la cittadella di Fodesta (1315, ricostruita nel 1389), il castello di Sant'Antonino (1337) e i "Portoni di Piazza" (1339-1347).
- Lodi, fondata dal Barbarossa e storica rivale di Milano, era il più importante porto fluviale sull'Adda e base della flottiglia del fiume che poteva essere attraversato mediante un ponte fortificato da un rivellino.
- Como, dopo la sua distruzione per opera dei milanesi durante la Guerra decennale, non riacquistò mai più la centralità che aveva avuto in epoca comunale. Il suo contado, proverbialmente avaro di prodotti agricoli, non ne consentiva l'autosostentamento pertanto era costretta ad importarli da Milano. In epoca ducale restò tuttavia un importante snodo commerciale, massimo centro urbano del Lario e porta d'accesso al Ticino. Era sede vescovile e centro di un'estesa diocesi.
- Vigevano fu città particolarmente cara a Ludovico il Moro. Il duca vi soggiornò a lungo e la abbellì realizzando la magnifica piazza Ducale, ampliando il castello (secondo per dimensioni dopo quello di Milano), bonificando le campagne circostanti, migliorando i sistemi di irrigazione e costruendo la Sforzesca. Era un importante centro di produzione della lana e degli sparavieri[36][37].

Il Ducato dominò, per brevi periodi, su molte altre città: Genova (50 000-70 000 abitanti, dedizioni 1421-1435, 1464-1478, 1488-1499), Bologna (35 000, 1402-1403), Brescia (30 000, 1395-1426), Verona (20 000, 1395-1405), Perugia (20 000, 1400-1403), Vicenza (19 000, 1395-1404), Siena (14 000, 1399-1404), Bergamo (8 000, 1395-1428), Savona (7 000-14 000, 1421-1435, 1464-1478, 1488-1499), Vercelli (6 000-10 000, 1395-1427), Lucca (8 000, protettorato 1400-1430), Pisa (7 000, 1399-1406), Reggio Emilia (7 000, 1395-1409), Assisi (5 000-9 000, 1400-1403) e Mondovì (5 000, 1395-1402).

## Politica

### Duca

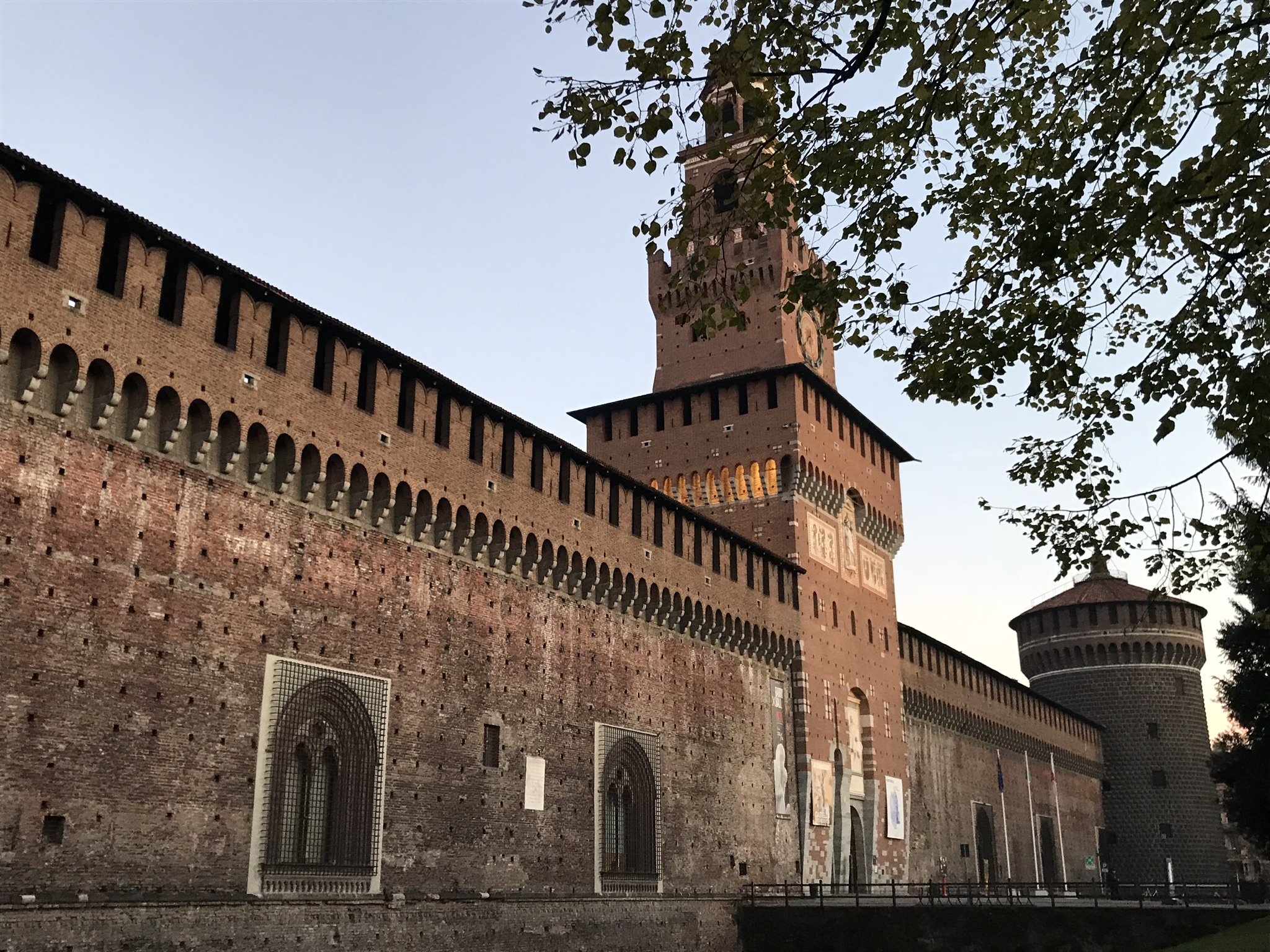
Il Castello Sforzesco, centro politico del Ducato di Milano

Il duca era il signore del Ducato di Milano. La carica era ereditaria. Era nominalmente il comandante in capo dell'esercito ma raramente lo conduceva personalmente in battaglia preferendo avvalersi di condottieri esperti. Era sempre membro del Consiglio Segreto con un voto di uguale peso a quello degli altri membri ma aveva la prerogativa di decidere quali questioni esaminare in una data seduta. Aveva la possibilità di affidare direttamente al Consiglio Segreto una causa del Consiglio di Giustizia nel caso in cui questo non fosse ritenuto idoneo. Poteva concedere la grazia. Nominava tutti i membri del Consiglio Segreto e di molte altre cariche pubbliche e poteva rimuoverli a discrezione. Ludovico il Moro, a partire dal 14 novembre 1480, dava udienza pubblica ai cittadini al Castello per due giorni a settimana (di solito venerdì e sabato). Per tradizione, una volta all'anno e con il contributo della corte ducale, effettuava donativi (honorantie) sotto forma di sale, beni in natura o denaro a tutti i dipendenti della pubblica amministrazione.

### Consiglio Segreto
Era il massimo organo politico, amministrativo e giudiziario del Ducato e prevaleva sul Consiglio di Giustizia.
Nella sua funzione politica aveva la facoltà di stringere alleanze, negoziare trattative di pace e mantenere i rapporti con le potenze estere. Aveva inoltre la facoltà di ricevere ambasciatori e rilasciare salvacondotti anche in assenza del duca. Nella sua funzione amministrativa garantiva la sicurezza del Ducato, nominava i funzionari delle magistrature periferiche, i vicari generali, fungeva da sindacato per tutte le magistrature, stabiliva i loro salari e vigilava sulla loro assegnazione. Nella sua funzione giudiziaria svolgeva funzione di corte suprema. Il duca convocava il Consiglio e decideva le questioni da esaminare dopodiché si votava a maggioranza.
I cittadini che avevano ottenuto una sentenza di primo grado potevano ricorrervi in appello in caso di crimini gravi o questioni civili di peso ottenendo una riesamina dell'iter giudiziario e dell'applicazione delle leggi di primo grado ma non una sentenza di secondo grado. Se l'operato del Consiglio di Giustizia era ritenuto corretto veniva rispettata la sua sentenza, in caso contrario veniva cassata e si effettuava un nuovo processo. Il duca poteva affidare la causa direttamente al Consiglio Segreto qualora il Consiglio di Giustizia non fosse stato ritenuto idoneo (cosa che avveniva raramente), in questo caso una sentenza passava solo con una maggioranza dei due terzi.
I componenti del Consiglio Segreto, in numero variabile da quindici a trentanove a seconda del periodo (dovevano essere venti ai tempi di Ludovico il Moro considerando quanto riportato nel suo testamento). Secondo il Formentini i membri erano appena dodici o quindici: due segretari, quattro cancellieri e sei portieri o coadiuvatori più altri tre membri supplementari. Tra loro, oltre al duca, vi erano di solito alcuni dei rappresentanti delle più nobili famiglie milanesi, cardinali e giureconsulti di grande esperienza. Erano nominati direttamente dal duca e la loro carica era a vita a meno che un membro vi rinunciasse spontaneamente o venisse rimosso dal duca stesso. La sede del Consiglio Segreto fu dapprima una casa nel sestiere di Porta Vercellina e poi presso la Sala degli Scarlioni nel Castello Sforzesco.

### Capitano di Giustizia

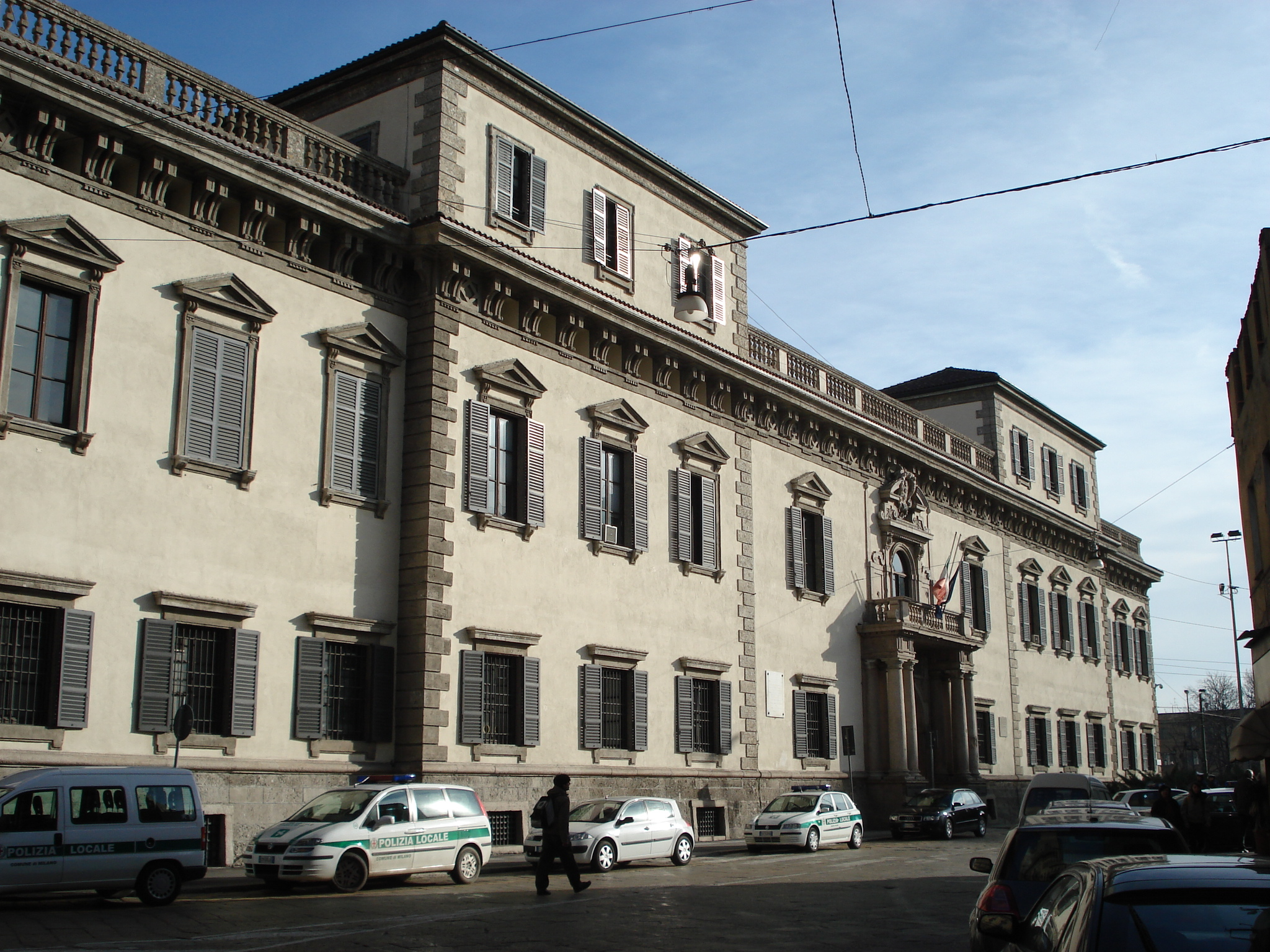
Il palazzo del Capitano di Giustizia

Era un funzionario che aveva il compito di garantire l'ordine cittadino ed effettuare attività di polizia. Fu creato all'inizio del XV secolo per limitare i poteri del Podestà e le competenze tra le due cariche talvolta si sovrapponevano, portando inevitabilmente a contrasti. Nel 1445 sotto Filippo Maria Visconti e successivamente nel 1450 sotto Francesco Sforza, si chiarì definitivamente che il Capitano di giustizia non si sarebbe dovuto occupare di giustizia civile o penale se non quelle riguardanti la persona del Duca o gli affari di Stato. A differenza del Podestà non era vincolato dagli statuti cittadini. Poteva arrestare qualsiasi cittadino del Comune che avesse commesso un reato passibile di detenzione e farlo rimanere in cella in attesa di giudizio coordinandosi con il Consiglio di Giustizia.
Veniva nominato direttamente dal Duca, che lo sceglieva tra uno dei migliori giureconsulti delle città alleate del Ducato. La durata della carica era a discrezione del duca, a meno che il Capitano scegliesse volontariamente di dimettersi o fosse rimosso dal Consiglio Segreto. La sua sede era presso il Palazzo del Capitano di Giustizia.

### Referendari
I referendari erano la più importante magistratura finanziaria locale e si occupavano della riscossione delle imposte e dell'appalto dei dazi. Ve n'era uno per ciascuna delle maggiori città, più un referendario generale a Milano che ne supervisionava l'ufficio. Una volta riscosse le tasse dovevano inviare mensilmente una nota delle entrate e delle spese ai Maestri delle Entrate a cui erano sottoposti, informandoli anche delle mancate riscossioni. Potevano effettuare pagamenti solo dopo l'ottenimento di una speciale licenza. Se le entrate risultavano insufficienti e si dovevano effettuare spese non dilazionabili, dovevano contribuire attingendo dal proprio patrimonio.
I referendari venivano nominati dal duca ed erano generalmente forestieri (rispetto alla città in cui esercitavano la carica) dotati di comprovata esperienza e ottime disponibilità economiche. La carica non aveva durata definita.

### Tesoreria
Istituita sotto i Visconti, riceveva tutte le entrate ordinarie e straordinarie pertinenti alla Camera ducale e provvedeva a tutti i pagamenti ma non era autorizzata a concedere prestiti a privati o al Comune. I salari subivano una trattenuta di due denari per fiorino (il cinque per mille). La tesoreria doveva stilare una nota quotidiana e una mensile sullo stato giornaliero della cassa che veniva consegnata ai Maestri delle Entrate, a cui era subordinata. La carica di tesoriere era messa all'incanto ma a capo dell'ufficio doveva essere un cittadino milanese di provata esperienza.
Nel 1468 Galeazzo Maria Sforza creò la tesoreria generale affiancando alla precedente istituzione otto ufficiali addetti rispettivamente alla ricezione del denaro, ai pagamenti, alla compilazione del libro mastro, al libro Tabuli, al libro delle truppe, al libro dei famigli, alla nota del dato, ricevuto e delle bollette, alla ragioneria della camera straordinaria e a quella delle altre città. La sede fisica della tesoreria venne trasferita dal Broletto Vecchio alla più custodita Sala del Tesoro del Castello Sforzesco, accessibile solo mediante tre chiavi affidate al duca, al cancelliere generale e al tesoriere.

### Ufficio degli Uditori
Nato con l'ascesa al potere di Francesco Sforza, l'ufficio degli uditori si occupava della concessione di salvacondotti, della cittadinanza e della grazia. In quest'ultimo caso la deliberazione degli uditori era subordinata all'approvazione del Consiglio di Giustizia qualora si trattasse di un privato o di una causa privata, del Consiglio segreto qualora fosse materia di interesse statale o di natura fiscale. Il duca talvolta se ne serviva per concludere rapidamente una causa sottraendola alle magistrature ordinarie. Sotto Ludovico il Moro divenne un'entità autonoma a cui vennero affidate le cause di natura finanziaria (confische, condanne fiscali). Gli uditori venivano scelti dal duca tra i giureconsulti del Consiglio Segreto e dalla duchessa tra venti esperti di diritto provenienti da tutte le città del Ducato e che in precedenza avevano ricoperto la carica di avvocato fiscale, podestà, giureconsulto, vicario o procuratore. La carica aveva durata temporanea a discrezione del duca.

### Cancelleria

#### Ufficio di Cancelleria
L'Ufficio di Cancelleria assisteva nei suoi compiti il Consiglio Segreto. Era composto, in ordine di importanza, da segretari, cancellieri, registratori, coadiutori, uscieri, cavallanti e cavallari. Per essere eletti segretari o cancellieri era richiesto il titolo di notaio o la laurea in giurisprudenza. Ai registratori e ai coadiutori era richiesto un diploma in una scuola di calcolo. Agli uscieri e cavallanti era richiesto un diploma in una scuola di grammatica. La carica poteva essere ricoperta da persone di entrambi i sessi e di qualsiasi origine purché nati e nel Ducato di Milano o residenti per almeno venti anni. Solitamente si iniziava la carriera come usciere, cavallante o ufficiale di posta, si veniva promossi a coadiutore poi a cancelliere infine a segretario. Tutti i membri della Cancelleria dovevano prestare giuramento di fedeltà e verità al Duca e al Ducato davanti al Consiglio Segreto. Il mancato rispetto della discrezione comportava la perdita del posto nei casi minori e l'esonero a vita dalle cariche pubbliche per rivelazione di segreti d'ufficio. Il mancato rispetto delle procedure, errori di altro tipo e condotte non idonee (assenza dal posto di lavoro, nepotismo) erano punite con sanzioni pecuniarie. Era possibile assentarsi dal lavoro solo con il permesso del Consiglio Segreto per segretari e cancellieri e solo con il permesso di questi per le cariche a loro sottoposte. La loro sede era la Sala della Cancelleria presso il Castello Sforzesco.
- I segretari vagliavano gli appelli inviati dagli imputati e stabilivano se fossero degni o meno dell'attenzione del Consiglio Segreto per poi leggerle durante le riunioni davanti a tutti i consiglieri. Erano diretti da un Segretario Generale che ne coordinava l'operato.
- I cancellieri riassumevano i fatti riguardanti i processi di primo grado e le richieste d'appello e poi le sottoponevano all'approvazione dei consiglieri durante le riunioni. Erano sottoposti ai segretari.
- I registratori erano gli scribi che registravano le sentenze emesse dal Consiglio Segreto e tutti i documenti ufficiali prodotti dal Castello. Erano sottoposti a segretari e cancellieri.
- I coadiutori aiutavano i segretari e i cancellieri nelle loro funzioni e erano a essi sottoposti.
- Gli uscieri erano impiegati d'ordine preposti ad annunziare gli ospiti alle varie cariche e ad accompagnare gli uni e gli altri. Erano sottoposti a segretari e cancellieri ma non ai coadiutori.
- I cavallanti (o ufficiali diplomatici) erano messaggeri con il compito di svolgere brevi azioni diplomatiche per conto del Consiglio Segreto e dell'Ufficio di Cancelleria. Erano sottoposti a segretari e cancellieri.
- I cavallari (o ufficiali di posta) erano ufficiali addetti alla gestione delle poste ducali, curavano la corrispondenza tra le autorità centrali e le magistrature locali. Erano sottoposti a segretari e cancellieri.

L'Ufficio di Cancelleria si articolava in:
- Cancelleria politica, responsabile della condotta politica interna ed estera, sovrintendeva alle relazioni diplomatiche, coordinava ambasciatori e ha alle proprie dipendenze il corpo dei cavalcanti, incaricati di brevi missioni diplomatiche, e dei cavallari, addetti alla gestione delle poste ducali, curava la corrispondenza tra le autorità centrali e le magistrature locali.
- Cancelleria beneficiale, responsabile delle questioni relative alla concessione di benefici ecclesiastici.
- Cancelleria giudiziaria, responsabile della trattazione delle cause criminali, la compilazione dei salvacondotti e delle eventuali lettere di grazia ordinate dal Duca. Il segretario incaricato riferiva al duca i crimini più gravi commessi nei territori del dominio e poteva disporre l’invio di vicari sul posto.
- Cancelleria finanziaria, responsabile del controllo di tutte le entrate e spese ducali. Il segretario facente capo a questo settore registrava su appositi libri contabili tutti i salariati a carico del Ducato e l’ammontare totale delle spese per la corte. All’inizio di ogni anno presentava al duca il libro contabile per l'anno precedente che veniva approvato e firmato dal Consiglio Segreto e dal duca e quindi consegnato alla Tesoreria.

Ciascuna cancelleria era diretta da un segretario e da un cancelliere per un totale di quattro segretari e quattro cancellieri a cui si aggiungeva un Segretario Generale e un Cancelliere Generale. Ciascun segretario e cancelliere aveva alle proprie dipendenze dieci coadiutori, dieci registratori e un usciere per un totale di 110 membri della Segreteria e 110 membri della Cancelleria.

#### Ufficio dei Collaterali
L'Ufficio dei Collaterali era composto da funzionari deputati al pagamento degli stipendi di tutto il personale del Castello. Collaborava con la Cancelleria Finanziaria. Era composto da due collaterali generali, due collaterali cavalcanti, quattro sotto-collaterali, due ufficiali per le bollette, due ufficiali per le licenze e due accusatori per un totale di quattordici membri. La carica era a vita ma era possibile rinunciarvi spontaneamente o essere rimossi dal Segretario Finanziario o dal Cancelliere Finanziario. La sua sede era la Sala dei Collaterali al Castello Sforzesco.
- I Collaterali Generali sovrintendevano e organizzavano il lavoro di tutti gli altri collaterali. Avevano l'ultima parola sul reclutamento e sul pagamento degli stipendi dei dipendenti del Castello. Requisiti per diventare collaterali generali erano un diploma da notaio e una lunga esperienza militare.
- I Collaterali Cavalcanti controllavano almeno una volta ogni due mesi l'attività svolta da tutti gli stipendiati militari e assicuravano la regolarità nei pagamenti. Verificavano le dotazioni di armi, munizioni e vettovaglie del Castello. Verificavano la necessità di riparazioni alle mura e al Castello. Riferivano direttamente ai Collaterali Generali a cui erano sottoposti.
- I Sotto-collaterali aiutavano i Collaterali Generali nella loro attività ed erano ad essi sottoposti. Il requisito per ricoprire la carica era il diploma da notaio.
- Gli Ufficiali per le Bollette si occupavano del pagamento e della gestione delle bollette del Castello.
- Gli Ufficiali per le Licenze rilasciavano licenze di vario tipo.
- Gli Accusatori fungevano da garanti dei dipendenti del Castello, raccoglievano esposti e lamentele e le sottoponevano ai Collaterali Generali.

### Istituzioni comunali

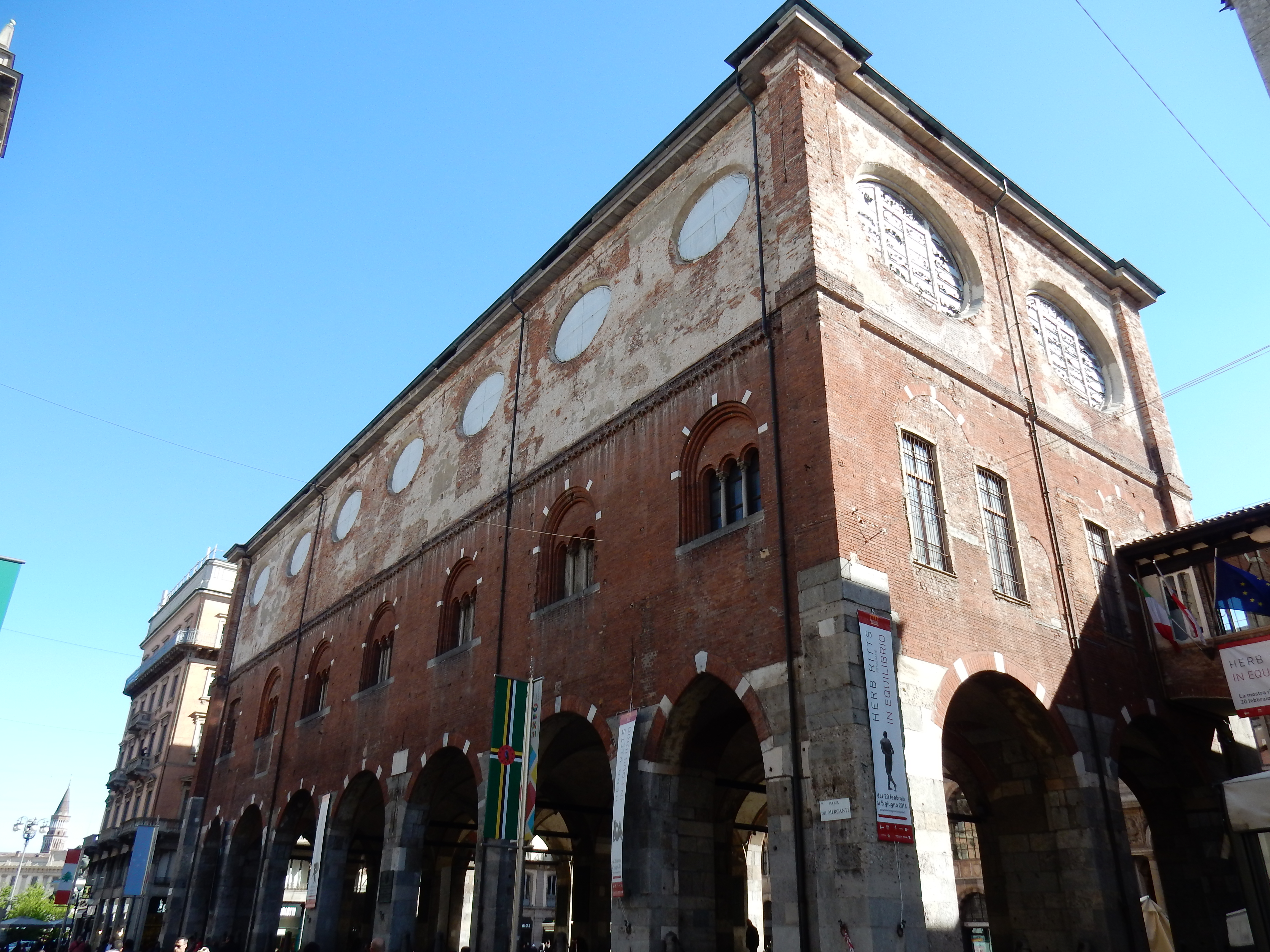
Il broletto nuovo di Milano

#### Consiglio dei Novecento
Chiamato anche Consiglio Generale, era la principale assemblea rappresentativa del Comune di Milano. Era idealmente composto da 900 membri, 150 per ciascun sestiere, sebbene se ne eleggessero di più (circa mille) per supplire ad eventuali assenze. Potevano comporlo solo cittadini di Milano, ovvero persone di sesso maschile la cui famiglia risiedeva continuativamente in città da almeno trent'anni; è da notare che per altre cariche quale il giurisperito o il decurione occorrevano novant'anni di residenza continuativa. I sestieri erano ulteriormente divisi in parrocchie e i membri del Consiglio venivano inizialmente nominati dai capifamiglia delle singole parrocchie. Con gli statuti del 1396, Gian Galeazzo Visconti attribuì la nomina dei consiglieri all'Ufficio di Provvisione e la durata della carica venne aumentata da un anno a un periodo a discrezione del duca. I consiglieri dovevano essere cittadini milanesi e avere un'età minima di 20 anni, si caldeggiava inoltre l'elezione di uomini che si distinguessero per la ricchezza e l'impegno civico.
Il Consiglio dei Novecento era un organo deliberativo che veniva adunato all'occorrenza, di solito almeno una volta l'anno, al suono delle campane della Torre Civica, presso la piazza dei Mercanti presso il Broletto Nuovo. Dibatteva su interventi architettonici e urbanistici, manutenzione di acque e canali, ordine pubblico e vettovaglie, rappresentanza della città nelle celebrazioni solenni religiose e civili, difesa degli interessi locali presso la corte ducale e le autorità ecclesiastiche, nomine degli ufficiali, formazione di commissioni decurionali estemporanee, amministrazione del debito pubblico riguardanti Milano, il suo contado e talvolta l'intero Ducato. La sottoscrizione degli atti e delle delibere consiliari era demandata a un notaio alle dipendenze dell'Ufficio di Provvisione che aveva il compito di consegnarle entro tre giorni alla Camera dei Sei, affinché fossero registrate, e ai notai degli statuti, affinché fossero copiate nei volumi statuari. L'esecuzione delle delibere era demandata alle magistrature competenti. Le delibere venivano poi annunciate dal balconcino della Loggia degli Osii da un banditore. Durante il ducato di Giovanni Maria Visconti il Consiglio fu temporaneamente ristretto a 72 membri, 12 per sestiere, a elezione diretta da parte del duca e con durata della carica pari a sei mesi. In seguito alla conquista francese del Ducato, la prova di nobiltà divenne un ulteriore requisito. Nel 1516 sotto Francesco I di Francia il numero dei membri venne ridotto dapprima a 150 e poi dal 1º luglio 1518 per ordine del suo luogotenente Odet de Foix a 60 decurioni, venne perciò chiamato Consiglio dei Sessanta Decurioni, istituzione che perdurerà anche in epoca spagnola. La nomina dei consiglieri divenne prerogativa del duca o del suo luogotenente in epoca francese e del governatore in epoca spagnola.

#### Ufficio del Governatore degli Statuti
Questo ufficio era deputato alla raccolta, registrazione e rubricazione di tutti i provvedimenti statuari delle autorità civili e degli atti pubblici di soggetti privati. A esso spettava anche la pubblicazione di grida, editti, bandi e avvisi di interesse pubblico o privato che venivano annunciati al suono della tromba e affissi alle scale del Broletto Nuovo. La direzione dell'Ufficio era affidata a un governatore che per tradizione doveva essere membro della famiglia Panigarola, che mantenne questo privilegio fino al 1741, pertanto divenne popolare col nome di Ufficio Panigarola. Aveva sede presso Casa Panigarola nota anche come Palazzo dei Notai.

#### Podestà
Il podestà in epoca sforzesca ricopriva il ruolo di massima carica del potere giudiziario civile e penale e, seppur solo formalmente, era considerato la massima carica rappresentante il Comune. A ricoprire questo ruolo venivano scelti forestieri di rango nobiliare le cui città o signorie di provenienza solitamente intrattenevano buoni rapporti con il Ducato di Milano. Era strettamente sottoposto all'autorità ducale. Veniva nominato dal duca tramite una lettera che ne recava la durata della carica, le condizioni offerte e i rapporti di lavoro da intrattenere con la sua corte. La solenne cerimonia di insediamento avveniva in piazza dei Mercanti alla presenza del popolo, delle massime autorità cittadine, del podestà uscente, del vicario di provvisione, di un notaio e di un cancelliere. Il podestà presentava al vicario di provvisione la lettera di nomina, veniva salutato dai giurisperiti con un discorso, assisteva alla lettura del giuramento fatta da un notaio, giurava quindi fedeltà alla Chiesa, all'imperatore, al duca e al Comune, promettendo di osservare le leggi e le tradizioni cittadine, infine riceveva la verga del comando dal predecessore. Il podestà era tenuto a informare il duca un mese prima della scadenza prevista della carica affinché potesse provvedere alla sua riconferma alla nomina di un successore. La carica non poteva essere abbandonata a meno di uno speciale permesso del duca. Al termine della carica l'operato del podestà veniva giudicato da sei cittadini (sindacatores) ovvero due laici, due notai e due giurisperiti nominati dal duca durante gli ultimi giorni dell'incarico. I sindacatores invitavano tramite pubbliche grida coloro che avessero reclami nei confronti del podestà a depositarli entro cinque giorni (per i cittadini) oppure otto (per gli abitanti del contado). I reclami venivano esaminati per verificarne l'ammissibilità e venivano poi rivolti al podestà che aveva la possibilità di difendersi. Infine i sindacatores emettevano una sentenza inappellabile.
Il podestà aveva giurisdizione riguardo l'amministrazione della giustizia civile e penale all'interno della città, nei corpi santi e nel contado entro un raggio di dieci miglia dalle mura. Nel caso di cause civili superiori a 50 lire e straordinariamente anche per somme più basse, la sua giurisdizione riguardava anche i contadi della Martesana, Bazzana, Seprio e Burgaria. Interveniva inoltre nelle oblazioni a favore delle chiese, in alcune mansioni collaborava con il vicario di provvisione (come la manutenzione dei porti fluviali), garantiva la libera circolazione dei negozianti, provvedeva alla difesa di terre, borghi e castelli sotto la giurisdizione del Comune.
Nel 1502 la corte del podestà era composta da circa sessanta individui da lui nominati. Nell'amministrazione della giustizia era coadiuvato da sette giudici (o assessori) di cui uno era il vicario del podestà con il compito di farne le veci in sua assenza, due addetti alle cause penali, tre alle cause civili, uno (iudex pecuniae) alla riscossione dei tributi dovuti al Comune. Caratteristicamente il vicario sedeva su un seggio su cui era scolpito un leone (iudex ad leonem), i giudici penali su seggi in cui era rappresentato un cavallo (iudex ad equum) e i giudici civili su seggi in cui era raffigurato un gallo (iudex ad gallum). Il podestà era inoltre assistito da sei notai (uno per sestiere) con il compito di redigere, sottoscrivere e registrare gli atti podestarili, tre militi e due connestabili che lo aiutavano a sbrigare gli affari, sei donzelli, due scudieri, sei cavallari, due servi di stalla e un cuoco, che costituivano i domestici e circa trenta guardie che fungevano da polizia e guardia del corpo personale, con il compito di mantenere l'ordine pubblico. Spesso molti membri della piccola corte provenivano dalla stessa città o dalla stessa signoria del podestà. Il podestà risiedeva presso il Palazzo del Podestà, oggi non più esistente e sostituito dal Palazzo dei Giureconsulti.

#### Camera dei Sei
Era il principale organo di gestione delle finanze comunali. Nel 1396 la Camera era composta da sei ufficiali (uno per sestiere), due giudici collegiati e quattro probiviri tutti nominati dal duca con alle loro dipendenze una folta schiera di notai. Prima di assumere la carica dovevano prestare giuramento di fedeltà e onestà davanti al Tribunale di Provvisione. Avevano il compito di far rispettare gli statuti e gli ordini del Comune punendo gli inadempienti, controllare l'utilizzo del denaro pubblico da parte dei canevari e dei tesorieri e di altre cariche pubbliche, controllare i custodi delle porte, gli ufficiali dei dazi e delle vettovaglie affinché non fossero corrotti con denaro, provvedere alla manutenzione di ponti e strade sotto la giurisdizione del Comune, tutelare il patrimonio comunale, disporre l'esame dell'operato del podestà da parte dei sindacatores e assicurare il pagamento di eventuali condanne pecuniarie imputategli. I notai alle dipendenze della Camera dei Sei avevano il compito di registrare nomi e retribuzioni degli stipendiati del Comune e gli oneri pagati da proprietà comunali (cascine, mulini e altro) su libri contabili. La Camera riceveva inoltre una delle due copie delle cauzioni raccolte (l'altra andava alla Cancelleria Finanziaria) da un tesoriere alle sue dipendenze che, all'inizio di ogni anno, riceveva a sua volta una copia del libro contabile dell'anno precedente. Il massarolo provvedeva agli acquisti e ai rifornimenti per i cittadini, custodiva inoltre le suppellettili del Comune. I suoi membri venivano rinnovati ogni tre o sei mesi. Un membro poteva essere rieletto per un numero indefinito di volte purché passassero almeno sei mesi tra un'elezione e l'altra. Lo stipendio di ciascun ufficiale nell'arco di sei mesi era pari a ben mille ducati. Aveva sede presso Broletto Nuovo.

#### Consiglio di Giustizia
Era il principale organo delegato a trattare cause di natura civile e penale. Si occupava di tutti i processi civili ed emetteva sentenze di primo grado. L'imputato poteva poi appellarsi al Consiglio Segreto ma solo per questioni di un certo peso. Era formato da un numero variabile di giureconsulti (da tre a otto) coadiuvati da quattro segretari. Secondo altre fonti era composto da tre giureconsulti, due segretari, quattro cancellieri e cinque portieri. Questi giureconsulti solitamente avevano prestato servizio in passato come maestri delle entrate, vicari, sindacatori o avvocati fiscali nominati direttamente dal duca. I più esperti potevano essere reclutati nel Consiglio Segreto. Galeazzo Maria Sforza riformò questa istituzione affidando le cause di natura finanziaria alle magistrature finanziarie così da velocizzare i tempi dei processi e ottenere più rapidamente i risarcimenti. I giureconsulti erano coadiuvati nella stesura degli atti e nello svolgimento delle pratiche da segretari, cancellieri, registratori, uscieri, cavallanti che avevano funzioni sovrapponibili a quelle prestate per conto dell'Ufficio di Cancelleria del Consiglio Segreto. La durata della carica era di due anni, a meno che decidessero volontariamente di dimettersi. Per diventare giureconsulto era necessario possedere una laurea in giurisprudenza.
Il Consiglio di Giustizia si radunava presso la piazza dell'Arengo (in Curia Arenghi) e le decisioni venivano prese a maggioranza. Le cause penali si imbastivano in seguito alla presentazione di una querela da parte di un cittadino o alla denuncia da parte dei capifamiglia di una parrocchia oppure ancora per inquisizione diretta da parte del podestà. Prevedevano l'interrogazione di testimoni, l'esame delle prove, il giuramento e l'audizione degli imputati, perizie ordinate dai giudici e la sentenza.
Dal 1499, in seguito alla conquista del Ducato da parte di Luigi XII di Francia, il Consiglio di Giustizia e il Consiglio Segreto vennero fusi in un'unica entità.

#### Tribunale di Provvisione
Era l'organo preposto a sovrintendere l'amministrazione degli interessi cittadini e ducali approvando, coordinando e controllando l'operato degli Uffici Comunali. Eventuali irregolarità potevano essere segnalate e i responsabili incorrere nel giudizio penale o civile. Era formato da dodici membri (due scelti tra il Collegio dei Giureconsulti) necessariamente cittadini milanesi nominati dal duca che rimanevano in carica per due mesi, tranne uno eletto a sorte il cui incarico veniva prolungato di altri quindici giorni per informare i nuovi eletti. I Dodici erano presieduti dal vicario di provvisione, un dottore in legge che doveva essere forestiero ed era nominato dal duca.
Nel 1515 Massimiliano Sforza rese la carica elettiva permettendo ai cittadini milanesi di scegliere 150 deputati incaricati di nominare i Dodici e il vicario di provvisione. Sotto Francesco I di Francia l'elezione di dieci dei dodici membri fu affidata al Consiglio dei Novecento che aveva il compito di eleggere 18 membri (tre per ogni sestiere) che a loro volta venivano ridotti a dieci dal governatore a cui poi si aggiungevano i due del Collegio dei Giureconsulti indicati dal Consiglio di Giustizia.
Alle dipendenze del Tribunale vi erano gli uffici comunali dei sindaci, delle strade e delle acque, dei dazi e delle vettovaglie. Al Tribunale di Provvisione era affidato il compito di sovrintendere sulle entrate e le uscite ordinarie e straordinarie del Comune, esaminare i bilanci, sovrintendere alla riscossione di imposte e tributi, sorvegliare l'uso delle acque, approvare la riparazione di strade, ponti e canali, approvare gli statuti delle corporazioni nonché le oblazioni per chiese e monasteri, conferire la cittadinanza milanese, coordinare e sovrintendere ai lavori della Veneranda Fabbrica del Duomo, sorvegliare i prezzi e la qualità dei prodotti venduti in città, garantire l'approvvigionamento annonario. Aveva inoltre competenze giudiziarie limitate alle cause contro il Comune e i debitori riguardanti imposte, frodi e contravvenzioni. Aveva sede in un'ala dedicata del Broletto Vecchio.

#### Uffici Comunali

Relazione dello stato, in cui si trova l'opera del censimento universale del Ducato di Milano nel mese di maggio dell'anno 1750

Gli Uffici Comunali erano costituiti da gruppi di funzionari con compiti specifici per il funzionamento del Comune. Le cariche erano a vita, a meno di rinuncia da parte dell'interessato. I dipendenti venivano nominati direttamente dal duca oppure dal Tribunale di Provvisione per poi essere validati dal duca (a seconda dell'ufficio).
- L'Ufficio delle Bollette si occupava del controllo della bollatura della posta in partenza e in arrivo, di tutti coloro che entravano e uscivano dalla città e che pernottavano negli alberghi di Milano o in altri luoghi di accoglienza. Tutti coloro che risiedevano in un albergo dovevano avere la loro merce e le loro carte contrassegnate da un bollo di riscontro. Gli albergatori mantenevano appositi registri in cui annotavano le presenze (nome, cognome, luogo di provenienza e luogo di destinazione) e che consegnavano ogni giorno all'Ufficio. Era un'istituzione di particolare importanza soprattutto quando il Ducato si trovava in guerra poiché permetteva di controllare il passaggio di spie e di ambasciatori e di carpire i segreti della loro corrispondenza, talvolta sequestrata, aperta con artefizi, copiata, risigillata e riconsegnata al latore. Tramite descrizioni e segnalazioni poteva assistere nella cattura di banditi, ladri e spie.[52][53]
- L'Ufficio del Catasto si occupava del censimento della popolazione e di quello degli edifici e delle proprietà di ogni cittadino in modo da garantire un'equa tassazione. Ne faceva parte gli estimatori, con il compito di stimare il valore di ciascuna proprietà e i misuratori, che valutavano le dimensioni di campi ed edifici e gli esattori, in numero di tre, coadiuvati da due registratori, due notai, quattro soldati e servitori. Gli esattori si occupavano della riscossione di tasse, multe, condanne, taglie e qualsiasi somma spettante al Comune. Ogni settimana l’esattore era tenuto a confrontare i registri in suo possesso con quelli della Camera dei Sei (con il Tesoriere) per annotarvi eventuali cancellazioni circa il pagamento o l’annullamento di debiti. I suoi membri venivano nominati dal Tribunale di Provvisione e validati dal duca. Dovevano prestare giuramento di fedeltà e onestà davanti alla Camera dei Sei a cui erano sottoposti. La carica di esattore durava per sei mesi dopo i quali poteva essere riconfermato. Il numero degli esattori era variabile.[54]
- L'Ufficio dei Dazi si occupava del controllo e della riscossione di tutti i dazi e le gabelle spettanti al Comune, stabiliva le condizioni contrattuali e il prezzo di cessione se appaltate a privati, sorvegliava l'operato dei pesatori di monete. Era costituito da vari ufficiali, notai, registratori e servitori. Compilava due registri dove si annotavano i giorni in cui l’appalto di ciascun dazio veniva eseguito, il nome del compratore e dei fideiussori, il prezzo e i termini di pagamento. I due registri, compilati in duplice copia, dovevano essere custoditi uno presso la Camera del Comune e l’altro al Broletto Nuovo per la libera e pubblica consultazione.[55]
- L'Ufficio delle Munizioni si occupava dello stato delle difese e del rifornimento delle munizioni delle città. Era composto da un ufficiale, un cancelliere, un registratore e vari servitori.[56]
- L'Ufficio del Sale aveva il compito di regolare la produzione, il trasporto e la vendita del sale. Era composto da un ufficiale, un cancelliere, un razionatore e diversi servitori.[57]
- L'Ufficio di Sanità aveva il compito di sorvegliare sulla sanità pubblica cercando di prevenire, gestire e contenere le epidemie. Era composto da un commissario, un notaio, un medico, un chirurgo, un barbiere, due cavallanti, un portatore, un carrettiere, due seppellitori e vari servitori. Compilava un registro con il numero dei decessi giornalieri, il nome, età, residenza, causa di morte e nome del medico curante.[58]
- L'Ufficio delle Strade e delle Acque si occupava del controllo delle acque che scorrevano all'interno della città evitando interruzioni, della Darsena e dei mulini e del controllo e manutenzione delle strade e dei ponti. Poteva segnalare coloro che commettevano atti vandalici o interrompevano le acque o le strade. Era composto da un giudice delle acque e da un giudice delle strade rigorosamente forestiero per essere svincolato da interessi e vicende locali. Il requisito era una laurea in giurisprudenza per la carica di giudice o studi specifici per quella di geniere.[59]
- L'Ufficio delle Vettovaglie era composto da dieci ufficiali (sei per Milano e due per il contado), due notai, due registratori, i soldati preposti alla difesa dei magazzini e diversi servitori. Aveva il compito di stabilire la produzione alimentare del Ducato, determinare la tassazione sugli alimenti, gestire le scorte nei magazzini, sequestrare partite non idonee al consumo e comminare multe.[60]
- L'Ufficio della Zecca era responsabile del conio, della verifica del peso delle monete, della loro composizione e diffusione. Era composto da tre notai, due registratori, i soldati preposti alla difesa della Zecca e vari servitori. Spesso i suoi membri erano orefici o mercanti d'oro.[61]

#### Maestri delle Entrate
I Maestri delle Entrate si dividevano in Maestri delle Entrate Ordinarie e Maestri delle Entrate Straordinarie.
- I Maestri delle Entrate Ordinarie erano funzionari con il compito di gestire le entrate e le spese di tutte le città del Ducato di Milano. Potevano concordare con il duca l'imposizione di nuove tasse e dazi che dovevano poi essere approvate dalla Camera dei Sei. Avevano una funzione simile a quella del Tesoriere estesa però a tutto il dominio. Per svolgere il loro lavoro si avvalevano di Ufficiali delle Entrate da loro nominati. Secondo alcune fonti era un organo composto da un ragioniere generale, un ragioniere dipendente, tre cancellieri, cinque coadiutori e sei servi.
- I Maestri delle Entrate Straordinarie erano funzionari che si occupavano della gestione dei porti, delle acque dei fiumi, dei Navigli, dei canali, delle rogge, indispensabili per l'irrigazione e il trasporto di merci su acqua. Si occupavano inoltre dell'esazione delle condanne, della liquidazione dei beni confiscati, feudi, eredità vacanti, dell'esazione di tasse straordinarie (imposte a feudatari ed ecclesiastici). Erano in numero di cinque, di cui tre membri, un segretario e un cancelliere. Erano affiancati da tre notai con funzione di sindaci fiscali affiancati da due coadiutori, due registratori, due notai delle possessioni ciascuno con due servitori, tre avvocati che curavano gli interessi del duca nelle cause fiscali, da un ingegnere e da otto vicari generali.

Si adunavano tutte le mattine nei giorni festivi, per circa tre ore, durante le quali ascoltavano prima il relatore di turno, poi la relazione dei maestri di cappa. Dopo una breve pausa, i questori tornavano a “sedere” e i notai e i cancellieri alle loro dipendenze promulgavano le sentenze, stipulavano atti di vendita e pagamento, preparavano le grida per la pubblicazione degli incanti.

#### Vicari esindacatores
Erano dieci funzionari che esaminavano l'operato degli Uffici Comunali, uno per ciascun ufficio più uno per il podestà, sia durante sia alla fine del mandato. Erano nominati dal Consiglio Segreto ed erano generalmente uomini che godevano del favore del duca data la delicatezza dei compiti a loro affidati. Potevano sostituire temporaneamente i magistrati periferici, risolvere le liti tra feudatari o ufficiali da una parte e comuni cittadini dall'altra.

## Economia

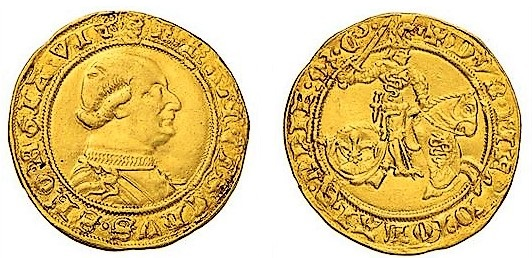
Francesco Sforza, ducato, zecca di Pavia.

Forte di una tradizione economica che affondava le proprie radici nel pieno del medioevo e nel ruolo da sempre rivestito da Milano nella Pianura Padana, gli Sforza furono i primi a dare al ducato milanese tracce dell'economia che sarebbe stata la sua forza nei secoli successivi. Ludovico il Moro diede un grande impulso alla città di Milano e al suo contado, improntandolo su un'economia manifatturiera (soprattutto della seta e della bachicoltura nelle campagne), accresciuta dalla lavorazione del ferro e dalla produzione di armi e cannoni che nel corso del Cinquecento fecero di Milano tra le prime e migliori produttrici di armi da fuoco in Italia. Notevole fu la zootecnia nelle campagne e la viticoltura.
Durante l'epoca spagnola, l'economia delle città del ducato di Milano entrò in crisi nella propria autonomia, ma non nella propria produttività che invece si incentrò essenzialmente nella siderurgia e nella metallurgia.

### Agricoltura e allevamento

#### Fieno e legname
Erba e fieno erano come oggi copiosi in tutta la pianura grazie all'abbondanza d'acqua e permettevano di nutrire un gran numero di animali da allevamento oltre che cavalli, muli e asini necessari per gli spostamenti e per la guerra. Nel contado di Milano alla fine del XIII secolo si raccoglievano 200 000 carri di fieno all'anno, 3 000 nei soli terreni di proprietà dell'Abbazia di Chiaravalle.
L'abbattimento dei boschi per la produzione di legname era strettamente normato e i trasgressori venivano pesantemente multati; le fonti lasciano però intendere che le infrazioni fossero comuni. Dai boschi della campagna milanese, allora piuttosto estesi, si ricavava legna per le costruzioni, la manifattura e il riscaldamento. Il fabbisogno di Milano era di circa 150 000 carri di legna da ardere l'anno. La legna veniva ricavata anche dalla potatura delle vigne.

#### Cereali e legumi
I cereali più diffusi erano frumento, segale, miglio, farro, sorgo e panìco. Il frumento veniva utilizzato per produrre pane bianco, riservato ai nobili, con l'eccezione di alcune occasioni speciali come il Natale in cui veniva distribuito a tutti. Il frumento aveva tuttavia una resa maggiore nelle regioni meridionali d'Italia. La farina di segale, mischiata con granaglie, costituiva l'ingrediente principale del pane nero, una delle basi della dieta delle classi meno abbienti ed è ancora oggi piuttosto diffuso in Valtellina. Molto diffuso anche il consumo di pane bruno di miglio. L'orzo era spesso utilizzato per la produzione di birra. La produzione di cereali della pianura lombarda doveva supplire anche ai fabbisogni delle aree prealpine e alpine, negli anni di abbondanza poteva anche essere in parte esportata fuori dal Ducato. Alla fine del XIII secolo a Milano si consumavano 1 200 moggi di farina al giorno. Infine, in particolare nelle Prealpi, al posto delle farine di cereali si usava spesso la farina di castagne. I legumi erano molto diffusi, in particolare ceci, fagioli, fave, lupini e lenticchie.

#### Riso
L'introduzione della coltivazione del riso nel Ducato di Milano è certamente precedente il settembre del 1475, quando il duca Galeazzo Maria Sforza inviò in dono a Ercole d'Este, duca di Ferrara, un moggio di riso dal momento che il ferrarese intendeva avviarne la coltura anche all'interno del suo dominio. Un secondo moggio fu inviato nel marzo del 1476 al marchese Ludovico III Gonzaga di Mantova dove la coltivazione era già stata avviata nell'ottobre 1478. Il Ducato di Milano lo importò dal Regno di Napoli dove forse si coltivava già dall'inizio del XV secolo, seppure su piccola scala. Fino alla seconda metà del XV secolo, il riso in Italia fu considerato alla stregua di una spezia, era quindi molto costoso e se ne vietava l'esportazione che verrà permessa da Ludovico il Moro solo a partire dal 1495 quando la produzione nelle campagne novaresi, pavesi e milanesi era ormai diffusa e il Ducato ne era diventato certamente il primo produttore nella Penisola.

#### Frutta e ortaggi
Secondo Bonvesin de la Riva le ciliegie erano uno dei frutti più abbondanti nelle campagne del milanese, tanto che in città ne entravano fino a sessanta carri al giorno da metà maggio sino alla prima metà di luglio; se ne raccoglieva la varietà dolce (ciliegio domestico), selvatica e agerotta. Molto diffuse le prugne nelle varietà bianca, gialla, nera e amoscina, che si raccoglievano dall'inizio di luglio a ottobre. In estate si raccoglievano mele, pere, pesche, fichi e more. La frutta autunnale era costituita da nocciole domestiche e selvatiche, giuggiole, fichi, uva e mandorle. Particolarmente abbondanti in questa stagione erano però le noci, che venivano sfruttate per ricavarne olio e quale ripieno per la carne nonché le castagne e i marroni (castagne nobili) da cui si produceva farina e che venivano anche consumate arrostite, lesse o essiccate e poi cotte a fuoco lento. A novembre si raccoglievano le nespole, una discreta quantità di olive e le bacche di lauro. Nella stagione invernale la facevano da padrone mele, cotogne, pere, melograni; alcune uve resistevano fino ai primi giorni di dicembre. Gli agrumi erano importati dalla Liguria che fu in certi periodi sotto il Ducato di Milano e ve n'era un certo consumo presso alcuni degli alberghi della capitale, su tutti quello del Cappello.
Gli ortaggi più diffusi erano cipolle, aglio, rape, cavoli, navoni, atrepici, barbabietole, lattuga, sedano, porro, pastinaca, spinaci, prezzemolo e finocchi. In luogo delle spezie più pregiate, d'importazione orientale e particolarmente costose, era diffuso l'utilizzo di erbe odorose per insaporire i piatti, tra queste aneto, cerfoglio, menta, mentuccia, rafano, borragine, senape, zafferano, liquirizia, erba cedrina, euforbia, papavero, marrubio, altea, ruta, consolida, enula, dragoncello, scorzonera, issopo, rosmarino, salvia, basilico, santoreggia, maggiorana. Molte venivano sfruttate anche come erbe medicinali.

#### Vino e olio
Nel Medioevo la campagna milanese, a differenza di oggi, era ricca di vitigni. Si coltivavano molte varietà d'uva da cui si producevano vini sia bianchi sia rossi ma anche rosati e dorati. Alcune famiglie arrivavano ad avere una produzione di mille carri l'anno e nell'intero contado fino a seicentomila carri l'anno. Scarsa la produzione di olio di oliva in pianura che veniva spesso sostituito dall'olio di noci e di altra frutta secca. Le coltivazioni di olivo erano però comuni presso le rive del lago di Como, del lago di Lugano e in Valtellina già nell'Alto Medioevo come testimonia, tra gli altri, il testamento di Totone da Campione, risalente al 777. Se ne ricavava un olio pregiato che veniva esportato non solo in tutto il Ducato ma anche nei Cantoni Svizzeri nel Tirolo passando per Chiavenna e per l'Engadina. L'olio d'oliva era utilizzato primariamente come combustibile per lampade e lanterne al fine di illuminare le chiese e solo in secondo luogo come alimento, essendo piuttosto costoso.

#### Carne e latticini
Suini e pollame erano le principali fonti di carne per le classi meno abbienti e venivano allevati da molte famiglie. La carne di maiale, opportunamente trattata, poteva essere trasformata in salumi che si conservavano a lungo; tra gli insaccati era già molto comune la luganega. Lo strutto veniva utilizzato come condimento in cucina e il sego per la produzione di candele più economiche di quelle di cera d'api. L'abbondanza del fieno e dei pascoli della Pianura Padana permetteva anche l'allevamento di grandi quantità di bovini, pecore e capre non solo per la produzione di latte e quindi di formaggi ma anche di carne, come si evince dagli statuti dei beccai (macellai) che ne regolamentavano il prezzo non solo in base alla varietà all'interno di una stessa specie (toro, bue, manzo, vacca, vitello, castrato) ma anche in base alla qualità. Si consumava inoltre carne di cappone, galline, oche, anatre, colombi, fagiani, pernici, tortore, allodole, quaglie e merli. Pare che a Milano si macellassero fino a settanta buoi al giorno e la carne fosse venduta da oltre quattrocento macellai. I nobili consumavano anche la preziosa carne di pavone e tramite la caccia si procuravano carne di cervo, daino, capriolo e cinghiale oltre a quella di una grande varietà di uccelli. 
Il latte veniva in gran parte utilizzato per la produzione di formaggi data la loro lunga conservazione. I monaci cistercensi dell'Abbazia di Chiaravalle già a partire dal 1136 iniziarono a produrre il formaggio a pasta dura (caseus vetus) oggi noto come grana padano e che risultava molto popolare nel XV secolo non solo all'interno del Ducato ma in tutta Italia insieme al simile parmigiano. Il burro rappresentava già allora il principale condimento delle pietanze della cucina lombarda. Era diffuso il consumo di ricotta, giuncate e altri formaggi.

#### Pesce
Sebbene Milano sia lontana dal mare, il pesce non mancava nei suoi mercati neppure nel Medioevo. La città veniva rifornita di pesce sia dai laghi maggiori (Verbano, Lario) sia dai numerosi laghi minori (lago di Lugano, lago d'Orta, lago di Varese, lago di Pusiano, lago di Garlate, lago di Alserio, lago di Annone, lago di Montorfano e altri) e soprattutto dai fiumi e torrenti del contado; ogni giorno entravano in città circa quattro some di pesci grandi e quattro staia di pesci piccoli. Erano particolarmente abbondanti i gamberi di fiume che si pescavano persino nella Cerchia dei Navigli, tanto che nella sola Milano si arrivava a consumarne fino a sette moggi dal giorno dalla Quaresima alla Festa di San Martino (11 novembre). I pesci marini venivano importati dalla Repubblica di Genova che nel XV secolo fu spesso dipendente dal Ducato di Milano. Per il viaggio venivano solitamente conservati in salamoia. Il pesce, così come la cacciagione, era frequentemente scambiato come dono tra le grandi famiglie.

#### Sale e spezie
Sale e spezie erano beni preziosi, indispensabili sia per insaporire che per conservare i cibi. La condotta del sale aveva una tale importanza che i carri e le imbarcazioni che trasportavano questa merce avevano spesso la priorità su tutti gli altri. La produzione nel Ducato di Milano era scarsa essendo limitata a Salsomaggiore e a Bobbio, il cui sale era però destinato alla sola domanda del piacentino e del parmense, per cui doveva essere importato in grande quantità dalla Repubblica di Venezia, con la quale aveva convenzioni speciali perlomeno dal 1268, oppure dalla Repubblica di Genova. Dopo il 1484, i veneziani riuscirono a incrementare ulteriormente la produzione di sale con l'annessione delle grandi saline di Comacchio in seguito alla Guerra di Ferrara, nota anche come "Guerra del sale". All'inizio del XIV secolo, Milano importava ogni anno 55 830 staia di sale di cui la metà veniva consumato in città. Le pesanti tasse e addizionali gravanti su questo bene di consumo lo resero il più soggetto alla piaga del contrabbando.
Le spezie erano importate principalmente da Venezia che le otteneva dalle sue colonie orientali. Pepe, zucchero e incenso erano beni preziosi che potevano essere utilizzati come pagamento in luogo della moneta da parte di alcuni fittavoli e livellari in favore di nobili e monasteri. I prodotti di gran lunga più cari erano tuttavia lo zafferano e i chiodi di garofano.

### Manifattura
Dal 1159 era presente a Milano una Camera dei Mercanti ma fu all'inizio del Trecento che si costituirono la maggior parte delle associazioni di mercanti e di artigiani, dette corporazioni. Ciascuna redigeva un proprio statuto che doveva essere sottoposto all'esame e a eventuali modifiche da parte del Tribunale di Provvisione per poi essere approvato dal duca. Una volta ottenuta l'approvazione dello statuto venivano chiamate università e quelle che avevano una propria rappresentanza, composta di solito da consoli, anziani o abati, venivano chiamate paratici. In un catalogo del 1387 ne vengono menzionati ventidue sebbene il loro numero variò nel corso del tempo. Ancora oggi nello stradario milanese sopravvivono i nomi di molte di queste corporazioni. Gli statuti prevedevano che ogni nuovo maestro, titolare di bottega o di fondaco registrasse il proprio marchio di fabbrica su un libro tenuto dagli ufficiali della corporazione in modo da difenderlo dalla concorrenza e quale garanzia per gli acquirenti sulla qualità del prodotto. Entro il XV secolo, la maggior parte delle più importanti famiglie nobili milanesi si dedicarono a una qualche forma di commercio.

#### Armi e armature
Già nel XIII e XIV secolo Milano era uno dei centri più importanti d'Europa per la produzione di armi e armature, con oltre un centinaio di botteghe di armorari e armaioli attive. La capacità di produzione della città era tale che dopo la disfatta di Maclodio (1427), due sole famiglie di armaioli furono in grado di provvedere in pochi giorni a duemila corazze per fanti e quattromila bardature per cavalli per i soldati rilasciati dal Carmagnola. È noto che Gian Galeazzo Visconti nel 1391 concesse immunità e familiarità al fabbro di corte Simone de Correntibus che qualche anno prima aveva già concesso a Giovanni Meravigli. Fu però nel XV secolo che la città raggiunse il primato grazie all'invenzione dell'armatura completa di piastre "alla milanese" (la più diffusa insieme alla gotica). Era caratterizzata da spallacci asimmetrici, di maggiori dimensioni e spessore sul lato sinistro, dove il cavaliere aveva maggiori probabilità di ricevere colpi, piastre che andavano a coprire le giunture che precedentemente difese solo dalla maglia di ferro sottostante, una migliore articolazione di pettorale, panziera, falda e scarsella grazie alla presenza di cinghie di cuoio che conferivano maggiore mobilità. Ulteriore innovazione fu l'applicazione di un'ulteriore pezzo che fungeva da baviera e gorgiera (wrapper). Esso si avvolgeva attorno all'elmo tramite due lacci di cuoio che si fissavano sulla nuca grazie a una rondella. Oltre a proteggere il collo, in precedenza spesso coperto solo da maglia di ferro, garantiva maggiore protezione alla metà inferiore del volto, in particolare dalle armi inastate durante i tornei o le cariche di cavalleria nemiche. Le armature di piastre milanesi venivano esportate in tutta Europa; sotto Francesco Sforza e Galeazzo Maria Sforza furono acquistate da Luigi XI di Francia e da Ludovico IX di Baviera. 
Gli armorari milanesi erano anche maestri nella decorazione delle armature. Le armature bianche, destinate a non ricevere decorazioni, venivano lucidate sino a ottenere una superficie abbagliante simile a quella di uno specchio. I pezzi che invece dovevano essere decorati venivano lasciati grezzi ("a macchia") e non venivano sottoposti a brunitura. Il più grande armoraro specializzato nello sbalzo e nell'intarsio fu Filippo Negroli che lavorò insieme ai fratelli Giovanni Paolo, Giovan Battista e Francesco e apprese l'arte dal padre Gian Giacomo; si ricordano anche Giovan Battista Panzeri (detto Zarabaglia) e Marco Antonio Fava.
La famiglia di armorari (magistri armorum) più famosi e ricchi di Milano e forse d'Europa nel XV e XVI secolo furono i Missaglia, il cui vero cognome era Negroni, così chiamati poiché originari del piccolo borgo di Ello nel lecchese, a sua volta vicino a Missaglia. Tommaso, figlio del capostipite Pietro, fu il primo a portare questo soprannome. L'attività fu portata avanti dai figli Antonio e Cristoforo e quindi dai nipoti Cabrino e Giovanni Pietro. La residenza milanese di questa famiglia era la bellissima Casa dei Missaglia, che si trovava in via Spadari e fu abbattuta nel 1902; alcuni resti della facciata si trovano nel Castello Sforzesco. In questa casa si trovava la bottega dove venivano ageminati, cesellati e bruniti i pezzi d'armatura prodotti nelle fucine che si trovavano presso il Redefossi in Porta Romana, presso il ponte di Beatrice, alla Cava di Casale e presso la chiesa di Sant'Angelo. Altre famiglie famose di armorari furono i Negroli (anch'essi di Ello oppure secondo il Motta erano di Milano e il cognome originario era Barini), che contesero il primato ai Missaglia, i Piccinino (si ricordano Antonio e i figli Federico e Lucio), Bartolomeo e Francesco Piatti (la cui bottega si trovava nell'omonima via), i fratelli Francesco e Gabriele da Merate, Giovanni Pietro e Vincenzo Figini, Giovanni Pietro e Geronimo Bizzozzero, Bernardino e Jacopo Cantoni, Francesco e Giovanni Jacopo da Vimercate, Giovanni Gariboldi, Galeazzo da Verderio, Ambrogio dell'Acqua, Marco de' Lemidi, Jacopo da Cannobio (detto Bichignola), Pietro Caimi, Balzarino da Trezzo, Carlo Porro e Giovanni Antonio Biancardi e molti altri, quasi tutti concentrati tra le parrocchie di San Michele al Gallo, Santa Maria Segreta e Santa Maria Beltrade. Tra gli armaioli si ricordano Ludovico Fontana, Giovanni Salimbeni, Daniele Serrabaglio e la famiglia Bazzero. Ciascun armoraro o armaiolo firmava i propri prodotti con marche recanti solitamente le proprie iniziali abbinate a un sigillo. La disponibilità di armature era notevole tanto che in occasione del corteo nuziale di Ludovico il Moro e Beatrice d'Este, gli armaioli milanesi disposero una doppia fila di armature su finti cavalli parimenti bardati lungo le contrade degli Spadari e degli Armorari.
L'abilità di questi armorari era tale che gli Sforza vietarono loro di trasferirsi fuori dal Ducato (decreto ducale del 9 ottobre 1448), cosa che in parte avvenne solo dopo la loro caduta nel XVI secolo. Si ricordano ad esempio Matteo e Giacomo Filippo Piatti che si trasferirono a Firenze o Filippo de Grampi e Giovanni Angelo Litta che si stabilirono in Inghilterra sotto Enrico VIII, altri ancora emigrarono in Spagna chiamati da Filippo II. Le fabbriche di armi e armature declinarono nel XVII secolo per scomparire definitivamente nel secolo successivo.
Oltre ad armi e armature, Milano era rinomata anche per la produzione di morsi, staffe, redini, selle, sproni tanto che vi erano attivi circa ottanta maniscalchi nonché trenta fonditori di campanelle e sonagli con cui si ornava il collo dei cavalli e che sembrano essere una produzione esclusiva della città.

#### Tessuti
L'industria della lana era una delle più fiorenti nelle città lombarde. Un grande impulso alla sua lavorazione venne dagli Umiliati già nel XII e XIII secolo. Sul finire del XV secolo, dopo gli interventi urbanistici e i decreti ducali di Ludovico il Moro, Vigevano divenne uno dei maggiori centri di produzione di lana grezza di modesta qualità. Milano importava lana di ottima qualità dalla Germania e dall'Inghilterra per poi trasformarla in abiti. Un prodotto caratteristico di Milano e ricercato da tutte le corti europee era il preziosissimo panno d'oro. Se ne occupavano due corporazioni: i mercatores e i mercatores facientes laborare lanam.
La bachicoltura si diffuse soprattutto sotto Galeazzo Maria Sforza e Ludovico il Moro che favorirono la piantumazione di migliaia di gelsi in tutte le campagne lombarde. Nel 1459 si formò a Milano la corrispondente corporazione dei mercatores auri argenti et sirici il cui statuto sarà approvato nel 1504 sotto Luigi XII. Lo stesso anno Pietro Mazolino perfezionò la fabbricazione delle sete e dei velluti. Nella seconda metà del XV secolo in città si occupavano della lavorazione della seta circa quindicimila persone tanto che Milano divenne uno dei maggiori centri di produzione serica d'Europa, restando tale per i successivi quattro secoli. Milano era particolarmente famosa per i preziosi tessuti serici (broccati, damaschi, velluti) ricamati con fili d'oro e d'argento, i preferiti dalla nobiltà locale ed esportati in tutte le corti italiane così come all'estero, particolarmente nelle Fiandre dove in quel periodo si prodiceva perlopiù seta grezza. I tessuti più preziosi potevano arrivare a costare ben venti o venticinque ducati il braccio.
Il fustagno di bassa e media qualità era prodotto prevalentemente a Cremona e Piacenza mentre quello di alta qualità a Milano.
Un'altra produzione fiorente a Milano e a Vigevano erano gli arazzi, di cui i migliori esempi sono gli Arazzi dei Mesi, commissionati nel 1503 da Gian Giacomo Trivulzio, disegnati dal Bramantino e conservati al Castello Sforzesco. Vigevano era molto nota per la produzione degli sparaveri a ornamento dei letti, tanto che venivano importati persino da Milano. Cremona era famosa per la produzione di cappelli di paglia.

#### Ebanisteria
L'ebanisteria lombarda durante il XV e XVI secolo non raggiunse il livello e la ricchezza di quelle di Firenze, Ferrara e soprattutto di Venezia, famosa per i mobili intarsiati e per oggetti di legno d'uso comune intagliati inoltre abbandonò in epoca più tarda gli stilemi gotici in favore di quelli rinascimentali. Milano era rinomata per la produzione di cadreghe, sedie di legno ad X (da uomo) o quadrate (da donna) ricoperte e frangiate di cuoio o di seta, talvolta dipinte e dorate. Cremona era invece famosa per gli scagni, seggi bassi con uno schienale inclinato, dalle decorazioni geometriche e che spesso possedevano una figura mitologica intagliata nel sedile.

#### Liuteria
Cremona divenne il principale centro della liuteria italiana a partire dal XVI secolo con l'apertura della bottega di Andrea Amati. È in questa bottega che nel XVII appresero l'arte le famiglie Guarneri e Stradivari il cui nome sarà da allora associato ai migliori violini al mondo.

#### Mercati e fiere
A Milano si tenevano quattro mercati generali (o fiere) all'anno in corrispondenza del giorno di San Lorenzo (10 agosto), dell'Assunzione (15 agosto), del giorno di San Bartolomeo (24 agosto) e della festa di Sant'Ambrogio (7 dicembre). Chi vi si recava ad acquistare o a vendere era solitamente esentato da alcuni dazi e gabelle. In certi casi venne perfino garantita l'immunità per diversi giorni prima e dopo l'evento a chiunque vi fosse venuto a commerciare. Si tenevano poi mercati durante i giorni di venerdì e sabato e quotidianamente mercatini più piccoli in molte piazze della città. A Milano ciascuno dei maggiori mercati era specializzato nella vendita di una categoria di beni e aveva una precisa collocazione. Vi era il mercato degli ortaggi e della frutta al Cordusio (sebbene molti si recassero fuori le mura presso il Borgo degli Ortolani), quello della carne al Brolo, quello del pesce nella contrada di Pescheria Vecchia, poi spostato dietro il Broletto Vecchio, quello del legname, del fieno e della paglia presso il Ponte Vetero di Porta Comasina. Nel contado si tenevano inoltre grandi fiere in giorni fissi e altre più piccole settimanalmente.

### Scambi commerciali
Gli scambi commerciali del Ducato di Milano, oltre che con diversi stati italiani, erano particolarmente rilevanti con la Germania e la Svizzera, in particolare con le città di Ulma (dove vi era una casa chiamata "in dem Mailand"), Norimberga, Costanza, Lucerna, Zurigo e San Gallo. A Milano i commercianti tedeschi divennero talmente numerosi che si costituì un Fondaco dei Tedeschi. Il Ducato importava prevalentemente metalli grezzi, lana grezza, cavalli, selle, vasellame, cristalli e salnitro e vi esportava armi, armature e prodotti agricoli. Dalla Francia si importavano lana e tele e si esportavano armature e arazzi, dalla Spagna cuoio e lana, dalle Fiandre panni, tele, alcune stoffe e dalle monarchie scandinave rare pelli introvabili altrove.
Le operazioni di credito furono favorite dall'introduzione delle lettere di cambio, già in uso almeno dal 1325 quando Francesco Datini, a cui si attribuisce l'invenzione, non era neppure nato. Vi erano sedici filiali di commercio milanesi nel resto d'Italia e all'estero. 
I Medici ebbero una presenza costante a Milano a partire dal 1455 grazie alla donazione da parte di Francesco Sforza all'amico Cosimo de' Medici di un bel palazzo in contrada dei Bossi in cui si insediò una filiale del Banco Mediceo, diretto da Pigello Portinari; divenne presto uno dei palazzi più sontuosi della città. Dalla Repubblica di Venezia si importavano principalmente ferro, oro, sale e spezie ma occasionalmente anche animali inusuali come elefanti, leoni o particolari uccelli. Dal Marchesato di Mantova si acquistavano molti cavalli, ritenuti i migliori in Italia.

## Trasporti e comunicazioni

### Cavalli
Il cavallo era il mezzo più rapido per spostarsi via terra. I cavalli venivano allora distinti non tanto per la razza quanto per l'utilizzo. I destrieri erano cavalli di grandi dimensioni, generalmente stalloni, muscolosi, con un quarto posteriore sviluppato; erano la tipologia ideale per l'impiego in guerra e nei tornei ma risultavano talmente costosi che solo i grandi nobili potevano permetterseli. Uno stallone poteva arrivare a costare da cinque a decine di volte un cavallo ordinario. Molti cavalieri ricorrevano pertanto ai corsieri, più piccoli e leggeri ma probabilmente più agili, rapidi oltre che più economici, più adatti per l'impiego nella cavalleria leggera e per la caccia. I palafreni erano cavalli leggeri, adatti a lunghi viaggi, spesso montati dalle dame poiché in grado di effettuare l'amblio, una particolare andatura del cavallo che riduce i sobbalzi rendendo la cavalcata più confortevole; i migliori palafreni potevano avere un costo paragonabile a un destriero. I ronzini erano cavalli di piccole dimensioni adatti per molti scopi (guerra, tiro, trasporto di persone); i ronzini "grossi" venivano montati dai paggi mentre i ronzini piccoli dai saccomanni e fungevano da cavalli da tiro di piccole dimensioni. I cavalli più apprezzati provenivano dalla Germania e dal Marchesato di Mantova. Il manto di maggior pregio e più ricercato era quello bianco seguito dal leardo generalmente riservati al duca, ai maggiori nobili e ai grandi condottieri. All'interno del Ducato le famiglie Trivulzio e Sanseverino vantavano le migliori scuderie. Era uso comune dare un nome al proprio cavallo. Un cavallo poteva percorrere al passo circa 30-50 km al giorno in pianura camminando per circa 8 ore con una velocità attorno ai 6-7 km/h.

### Carrozze
Le carrozze, dette carrette, iniziarono a diffondersi a Milano durante il ducato di Galeazzo Maria Sforza quando a corte vi era già un sovrintendente alle carrette (soprastante de le carrette) mentre sotto Ludovico il Moro erano già di uso piuttosto comune. Si stima che nell'ultimo decennio del XV secolo a Milano ve ne fossero circa sessanta trainate da due coppie di cavalli e molte di più trainate da una sola coppia o da un cavallo, erano invece pochissime in tutte le altre città. Per confronto, all'inizio del XVI secolo a Parigi solo tre famiglie ne possedevano una. Erano costituite da una cassa ferma (ovvero priva di molle) in legno provvista di quattro colonnette e di quattro ruote; le più lussuose avevano intarsi dorati. La copertura era costituita da un'armatura in cerchi di legno su cui si distendeva una coperta di tessuto spesso riccamente decorata. Alcune erano dotate di contamiglia. Esistevano le carrozze grandi, adatte ai lunghi viaggi, e le carrozze piccole, per brevi tragitti. Potevano essere scoperte o coperte, in quest'ultimo caso venivano chiamate bossole (bussole). Il cocchiere stava a cavallo mentre le dame sedevano sulla vettura o al suo interno, sopra ricche coperte di seta e cuscini. I nobiluomini viaggiavano sempre in sella a un cavallo e mai in carrozza, considerandolo un mezzo da donne.

### Posta
A Milano era attivo un servizio di posta già dal 1264, gestito dalla corporazione dei mercanti. In seguito alla maggiore apertura ai commerci internazionali, il Ducato organizzò servizi di posta anche con il Regno di Francia e il resto del Sacro Romano Impero attraverso i passi del Sempione e del Gottardo. La Cancelleria del Castello Sforzesco era continuamente punto di partenza e di arrivo per una miriade di corrieri. Il servizio era effettuato dai cavallari, corrieri che portavano dispacci e oggetti a cavallo, fermandosi nelle stazioni di posta per cambiare cavalcatura più volte al giorno. Le lettere erano sigillate con ceralacca di diversi colori e con diversi simboli per ridurre la possibilità di contraffazione. Un sigillo speciale raffigurante la testa di profilo del duca o una sua impresa era impresso dalla corniola che egli duca portava sempre al dito; lo si utilizzava nelle lettere che riguardavano importanti questioni politiche e per gli ordini ai castellani. Quando un castellano doveva lasciare il castello o cederlo ad altri per una qualche ragione riceveva prima una lettera sigillata in cera bianca dove il duca lo istruiva circa le caratteristiche della corniola (colore, impresa) con cui sarebbe stata sigillata una seconda lettera con il permesso. Nelle lettere più urgenti si aggiungeva la parola cito e il grado di urgenza era determinato dal numero di ripetizioni. In certi casi si aggiungeva pure un simbolo simile a una "M" o a una "Y" per ammonire il corriere di sbrigarsi, pena la forca. I cavallari potevano percorrere 80-100 km al giorno (e in certi casi anche distanze maggiori) cambiando cavallo alle stazioni di posta.
Il servizio di posta non era però limitato alle necessità della Cancelleria. Galeazzo II Visconti e ancor di più il figlio Gian Galeazzo Visconti sottoposero l'invio e la ricezione di lettere da parte di qualsiasi residente del Ducato ad una stretta regolamentazione basata sulla bollatura che faceva a capo all'Ufficio delle Bollette.

## Difesa

### Esercito

#### Composizione
L’esercito di Gian Galeazzo era formato (come era prassi allora in Italia) in prevalenza da condottieri assoldati tramite contratti redatti tra il condottiero e il duca, detti condotta. Generalmente, in tali accordi erano dettagliatamente indicati il numero degli uomini assoldati, che il capitano di ventura avrebbe dovuto fornire al signore, il loro armamento e la durata del servizio. A partire dagli anni di Gian Galeazzo, molto spesso, le condotte ebbero una durata molto lunga, anche di parecchi anni, e di conseguenza il legame tra alcuni condottieri e la dinastia viscontea si fecero molto stretti, tanto che diversi di essi ottennero feudi e beni all’interno del ducato, divenendo così vassalli del duca, il caso più noto è quello di Iacopo Dal Verme, che divenne signore di vasti feudi collocati tra l’Oltrepò Pavese e il Piacentino.
Gian Galeazzo, sotto il cui governo il ducato raggiunse la sua massima estensione territoriale, ebbe al proprio servizio alcuni dei più importanti capitani di ventura del periodo: Alberico da Barbiano, Biordo Michelotti, Cecco Broglia, Facino Cane, Giovanni da Barbiano, Iacopo Dal Verme, Ottobuono de' Terzi, Paolo Savelli e Ugolotto Biancardo. Non diversamente, il figlio Filippo Maria assoldò Angelo della Pergola, il Carmagnola, Francesco Piccinino, Francesco Sforza (futuro duca di Milano), Guido Torelli, Jacopo Piccinino, Luigi Dal Verme, Taliano Furlano e Niccolò Piccinino.
La cavalleria costituiva una componente degli eserciti italiani del tardo Trecento e del Quattrocento, strutturata, fin dalla seconda metà del XIV secolo, in lance, unità base formata da tre persone: l'uomo d'arme, un cavaliere e un paggio o ragazzo. Tra i componenti di tale unità di base, soltanto i primi due prendevano parte agli scontri, mentre il paggio, che montava un più economico ronzino, era incaricato della cura dei cavalli e di tutte le altre mansioni, dal trasporto delle armi alla cucina, che gli venivano richieste dai due combattenti. Diversamente da altri stati italiani, i Visconti, in particolare dagli anni di Gian Galeazzo, si affidarono soprattutto a mercenari italiani e rari erano gli stranieri presenti, soprattutto nella cavalleria, tra i le forze assoldate. Accanto alle formazioni fornite dai condottieri, il ducato disponeva anche di reparti di cavalleria assunti in modo permanente e stabilmente pagati dallo stato, come i provvisionati nel Trecento, reclutati tra i membri delle maggiori consorterie urbane dell’intero ducato, e i famigliari armigeri ai tempi di Filippo Maria. Con l’ascesa al trono ducale di Francesco Sforza, la tendenza ad avvalersi di forze, soprattutto di cavalleria, in servizio permanente e pagate direttamente dallo stato, come gli uomini d’arme della famiglia ducale o le lance spezzate, divenne predominante, pur ricorrendo anche a contingenti levati sui feudi del duca, dei suoi congiunti e in quelli dei suoi feudatari o dei suoi aderenti.
Alla fine del Trecento la fanteria era, in genere, divisa in tre specialità: fanti armati di lancia (spesso lunga, una sorta di picca), balestrieri e uomini armati di pavese e lancia, detti pavesari. Tali forze era comandate da connestabili ed erano inserite all’interno delle compagnie di ventura. Accanto ai balestrieri reclutati all’interno dei loro domini, i Visconti si avvalsero spesso di tiratori arruolati a Genova e in Liguria. Accanto alla fanteria mercenaria, i duchi di Milano si affidarono anche a contingenti reclutati dalle comunità del ducato, detti cernite. Nel 1397, Gian Galeazzo dettò precise norme riguardo alla loro composizione e al loro armamento: dovevano infatti essere arruolati solo individui di buona condizione sociale, evitando il più possibile di scegliere gli ammogliati, la metà di essi avrebbe dovuto essere equipaggiata con lancia lunga (una sorta di picca lunga almeno 4,35 m), spada, elmo e corazza, mentre la restate parte dei fanti doveva essere divisa a metà tra balestrieri e pavesari. Tali coscritti erano guidati da connestabili reclutati tra i notabili di ogni comunità.
Uno dei migliori documenti delineanti la composizione dell'esercito sforzesco fu compilato nel 1472 da Filippo Eustachi, castellano di Pavia, per ordine del duca Galeazzo Maria Sforza che intendeva riaprire le ostilità contro la Repubblica di Venezia in seguito alle aggressive manovre militari messe in atto da Bartolomeo Colleoni presso i confini tra i due stati.
In quell'occasione fu raccolta un'armata di circa 42 800 uomini di cui 24 700 cavalieri (di cui 2 700 uomini d'arme e 22 000 di altro tipo) divisi in 140 squadre e 18 000 fanti (3 780 fanti pesanti detti "compagni" e 12 600 fanti detti "paghe") divisi in due eserciti. Il primo esercito avrebbe dovuto invadere il bresciano ed era composto da circa 17 400 cavalli divisi in 100 squadre a loro volta divise in 6 corpi di 15-19 squadre ciascuno e da 11 800 fanti, il secondo avrebbe dovuto invadere il veronese e contava circa 7 300 cavalli divisi in 40 squadre a loro volta divise in tre corpi di 12-14 squadre ciascuno e da 6 300 fanti.
Il primo corpo, il più numeroso con le sue 19 squadre e verosimilmente il meglio armato, era guidato dal duca stesso, circondato da altri capitani appartenenti alla sua famiglia o strettamente imparentati (famigli). Gli altri corpi erano comandati variabilmente da grandi signori come Ludovico III Gonzaga marchese di Mantova, Guglielmo VIII marchese del Monferrato o Giovanni II Bentivoglio signore di Bologna frammisti o meno alle compagnie di ventura di nobili come Roberto Sanseverino, Pietro II Dal Verme o Guido de' Rossi e perfino a squadre di lance spezzate a loro volta guidate o meno da un nuovo capitano.
Si nota come il numero di cavalieri fosse persino maggiore di quello dei fanti. Ciascuna squadra era formata da un numero variabile da 120 a 200 cavalieri (mediamente 150) ed era divisa a sua volta in unità note come lance (da 20 a 40 per squadra, mediamente 25 per squadra), formate da un uomo d'arme (capolancia) assistito da altri quattro o cinque cavalieri di cui due scudieri provvisti di destrieri o corsieri, due paggi in sella a ronzini grossi e un saccomanno in sella a un ronzino piccolo. Quest'ultimo si occupava dell'equipaggiamento e del bottino e raramente partecipava alla battaglia vera e propria.
La fanteria era costituita da fanti reclutati nei rispettivi territori divisi tra pesanti e leggeri, comprendeva inoltre quattro squadre di balestrieri a cavallo. Questa unità speciale si recava sul campo di battaglia e all'occorrenza ne fuggiva a cavallo ma era inclusa nella fanteria dal momento che combatteva a piedi.
All'esercito si affiancava infine una flotta di cinquanta galeoni.

#### Spese
Le spese per l'esercito erano suddivise prevedendo che vi fossero sette mesi di guerra (da maggio a dicembre) e quattro di pace (da gennaio ad aprile). Le spese di mantenimento, ovvero quelle per sostenere l'esercito in tempo di guerra, variavano da 4-5 ducati per cavallo a 8 ducati per fante mentre le spese di provvisione, cioè quelle per sostenere l'esercito in tempo di pace, variavano da 10 a 40 ducati per cavallo. Seguivano poi le spese per i carriaggi, per il duca e le spese straordinarie. L'esercito gravava per circa seicentomila ducati, la flotta gravava per duecentomila ducati.

#### Artiglieria
La armi da fuoco cominciarono ad apparire in Italia nella seconda metà degli anni ’20 del Trecento e nell'arco di una ventina d’anni si diffusero rapidamente. Dal decennio 1360-70 il loro numero comincio a crescere progressivamente e, contemporaneamente, le primitive armi a polvere pirica conobbero notevoli miglioramenti tecnici, non solo nelle loro caratteristiche costruttive, ma anche nel munizionamento e nella produzione di polvere da sparo, in particolare negli ultimi tre decenni del Trecento. In brevissimo tempo, tra il 1370 ed il 1380, cominciarono a giocare un ruolo di primaria importanza anche nelle operazioni di assedio, tanto che gli anni intorno al 1380 segnano l’inizio del lento declino delle tradizionali artiglierie a leva. Nello stesso periodo, le armi da fuoco iniziarono ad essere impiegate in scontri campali. È probabile che già prima del 1341 armi da fuoco fossero presenti anche in area lombarda, dato che in tale anno il comune di Lucca pagò due fabbri bresciani per aver realizzato un “cannone di ferro a tubo” e palle anch’esse in ferro.
Tuttavia la prima attestazione a oggi nota di ordigni a polvere pirica in un arsenale visconteo ci giunge dall’elenco delle munizioni del castello di Frassineto Po consegnate nel 1346 al nuovo castellano Porolus Marliani, dove compare infatti uno schioppo di ferro. Nei decenni successivi schioppi e bombarde compaiono in molti luoghi fortificati sotto il controllo visconteo, come Bologna nel 1350, Piacenza nel 1358, Bergamo nel 1364, Vercelli nel 1373 o Fidenza nel 1375 e l’esercito visconteo utilizzò bombarde nell’assedio di Conselice del 1351 e contro Bologna nel 1360. Sempre negli stessi decenni, accanto a bombarde e schioppi da postazione, compaiono nei medesimi anni le prime armi a polvere pirica portatili: Bernabò Visconti recluto 70 archibuxoli nel 1364. La diffusione delle armi fuoco conobbe una forte crescita durante gli anni di Gian Galeazzo, quando ormai esse erano diffuse, come gli inventari delle rocche di Romano di Lombardia, Calvisano, Casale Monferrato e delle fortificazioni del distretto di Reggio Emilia sembrano evidenziare. Almeno dal 1396 il signore tentò di uniformare i calibri di cui disponevano le sue forze basandoli su pezzi da 20 e da 30 libbre e pochi anni dopo, nel 1399, nominò un funzionario incaricato del reperimento, all’interno di tutti i suoi territori, del salnitro, che doveva essere poi trasformato in polvere pirica. Tali misure permisero all’esercito del primo duca di Milano di schierare in combattimento numerose bocche da fuoco: nella guerra contro i Gonzaga del 1397 furono operative 22 bombarde grosse, 46 medie, oltre a quelle poste sui galeoni e sulle navi della flotta.
Analizzando la campagna progettata da Galeazzo Maria Sforza contro i veneziani nel 1472-1474 si nota come l'utilizzo dell'artiglieria avesse ancora un carattere prevalentemente ossidionale. L'esercito avrebbe dovuto condurre quattro bombarde di grande calibro, due di medio calibro dette ferline, due di piccolo calibro dette ruffianelle o bastardelle e otto spingarde. 
Le quattro grosse bombarde lanciavano pietre sferiche di peso variabile da 300-400 libbre (98-130 kg) a 25 rubbi (circa 204 kg). Quella di calibro maggiore, fusa nel 1471 da Maffeo da Como e Daniele Maineri, era chiamata Galeazzesca Vittoriosa in onore del duca, aveva un calibro di 530 mm, pesava 8,6 t e poteva sparare proiettili di 186-210 kg. Le altre tre erano dette Corona (460 mm), Bissona e Liona, entrambe di 410 mm; l'Averlino riferisce che la bocca da fuoco delle ultime due avesse le sembianze delle rispettive creature. A seconda della bombarda occorrevano da 40 a 100 libbre di polvere da sparo per lanciare un singolo proiettile. Le bombarde erano talmente pesanti che dovevano essere smontate per poter essere trasportate su grandi carri trainati da coppie di buoi. Per trasportare una singola bombarda, la polvere da sparo a essa destinata, i ripari in legno e gli strumenti per manovrarla e garantirne il funzionamento servivano da 28 a 42 coppie di buoi. Le ferline lanciavano pietre da 9 rubbi (74 kg) ciascuna delle quali richiedeva 33 libbre di polvere. Le ruffianelle lanciavano pietre da 16 libbre (circa 5 kg).
La spingarda era un pezzo d'artiglieria dal calibro di 20-80 mm in grado di lanciare pallottole di piombo di 10-15 libbre (3-5 kg). 
Nell'inventario compaiono due organetti, pezzi d'artiglieria costituiti da una sorta di carro su cui erano montate diverse canne di schioppo montate su una o più linee, collegate insieme da una tavola mobile in legno tramite la quale si poteva aggiustare il tiro. I foconi erano collegati da un'unica striscia di polvere da sparo in modo da poter sparare simultaneamente da tutte le canne. Si riscontra anche l'utilizzo delle racchette, sorta di razzi incendiari che potevano essere lanciati con una balestra in modo simile ai verrettoni. Infine, in un'epoca in cui ormai era caduto in disuso, compare un singolo trabucco, sotto il nome di bricola o pertica. La spesa per i pezzi d'artiglieria, gli strumenti necessari alla loro disposizione in campo e alla manutenzione e le paghe degli artiglieri era pari a circa venticinquemila ducati.

#### Flotta Ducale
L’uso di grosse flotte nelle acque dei fiumi o dei laghi dell’Italia settentrionale, in appoggio degli eserciti di terra, fu un aspetto di importanza capitale nella guerra d’allora, perché le navi era utilizzate non solo per i combattimenti e gli assedi, ma consentivano anche di spostare, con relativa comodità e con costi minori rispetto ai mezzi di trasporto terrestri, eserciti, vettovaglie, macchine da guerra e artiglierie.

La flotta ducale era composta da galeoni, grosse imbarcazioni fluviali fortificate con strutture difensive in legno. Quelli di dimensioni maggiori potevano imbarcare anche 80 navaroli (marinai) e 200 balestrieri, ma generalmente il loro equipaggio era formato dal capitano, un connestabile, due nocchieri, un maestro della nave, incaricato delle riparazioni dello scafo, un artigliere che si occupava delle bombarde poste, per non sbilanciarlo, a poppa e a prua del galeone, 48-52 navaroli, circa venti balestrieri e diversi fanti. Vi erano poi legni minori, quali le ganzerre, navi leggere e veloci, il cui equipaggio era formato da un connestabile, due nocchieri e solo 14 marinai, le barbotte, destinate a operare in supporto dei galeoni e con equipaggio formato da un connestabile, un nocchiero e circa 16- 27 navaroli, i redeguardi, lunghi mediamente 15 metri, provvisti di piccole armi da fuoco e che imbarcavano circa 24 navaroli, oltre al nocchiero e al connestabile e i gatti, legni di grandi dimensioni e spesso fortificati, usati principalmente per il trasporto degli uomini, erano guidati da un connestabile, due nocchieri e una trentina circa di navaroli. Chiaramente, durante i conflitti, erano poi requisite anche imbarcazioni civili che, dopo essere state dotate di strutture difensive, venivano utilizzate durante i combattimenti. Sempre durante gli scontri, le navi imbarcavano anche fanti e balestrieri tratti dalle forze a terra. Molto spesso, inoltre, le navi si spostavano, dove le condizioni lo permettevano, insieme agli eserciti di terra, ed erano utilizzate anche per il trasporto di uomini, armamenti e vettovaglie, dato che grazie alla loro mole, potevano imbarcare grandi quantitativi di derrate. A titolo d'esempio, nel 1387, in occasione della guerra contro gli Scaligeri, grazie ai galeoni della flotta, Gian Galeazzo riuscì a far giungere al proprio esercito ben 241.000 kg di farina, 4.575 kg di carne salata e oltre 604.000 litri di vino. La flotta ducale era formata da molte unità navali, nel 1432 contava circa 60 galeoni più molte altre imbarcazioni minori, anni dopo, Francesco Sforza disponeva di 40 galeoni, con Galeazzo Maria scesero a 24 (ma per la sicurezza del ducato stabilì di farne realizzare altri 25), mentre nel 1494 erano solo 33. Va poi evidenziato che i galeoni erano molto costosi, perché necessitavano di frequenti riparazioni e le spese per mantenere l'equipaggio di un solo galeone erano di circa 450 fiorini al mese, tanto che nel 1471 le casse ducali dovettero sborsare oltre 300.000 fiorini solo per il pagamento degli stipendi degli equipaggi della flotta. La flotta era comandata dal Capitano Generale della flotta, che aveva sede a Pavia e che si occupava non solo di aspetti militari, ma anche della riscossione dei dazi, del vettovagliamento delle città, aveva compiti di polizia lungo le vie d’acqua e vigilava sulla manutenzione degli argini e dei ponti, intervenendo in caso di alluvione in soccorso delle popolazioni rivierasche. Il Capitano Generale della flotta aveva giurisdizione su tutte le acque interne del ducato, compresi i laghi, ed erano a lui sottoposti il Capitano del lago di Como, che aveva sede nella torre di Bellagio e quello del lago Maggiore, che stava a Pallanza. Generalmente, la carica di Capitano Generale era riservata a pavesi, molto spesso membri della famiglia Eustachi, a partire da quando Gian Galeazzo nominò Pasino Eustachi capitano nel 1401. Dotato di spiccate capacità militari, Pasino sconfisse sonoramente la flotta veneziana a Cremona nel 1431, vittoria (dalla quale, forse, ebbe origine il termine "Gran Pavese") che si rivelò decisiva per le sorti della guerra allora in corso tra Milano e Venezia, perché arrestò l’avanzata delle forze veneziane che, guidate dal Carmagnola, erano ormai giunte all’Adda e minacciavano la stessa Milano. Pasino operò ancora contro i veneziani sul Garda nel 1438 e nel 1439, mentre i nipoti Bernardo e Filippo batterono i veneziani a Piacenza nel 1447 e a Casalmaggiore nel 1448. La sede della flotta era collocata nella darsena fortificata di Pavia, dove era attivo un grande cantiere navale, ma importanti erano anche le darsene di Como e di Cremona. La darsena di Pavia (che sorgeva dove ora si trovano gli Horti Borromaici) era dotata di tre grandi cassine che occupavano una superficie di 5.840 metri quadrati, all'interno delle quali le navi venivano costruite, riparate e custodite. Sempre dalle comunità poste lungo i fiumi e i laghi del ducato provenivano i navaroli, arruolati tra i pescatori, marinai e mercanti, ricevevano uno stipendio di quattro fiorini al mese sia in tempo di guerra sia di pace, godevano di privilegi fiscali e potevano portare le armi, ma, sotto la guida del Capitano Generale della flotta, erano obbligati a servire costantemente il duca: operando sulla flotta durante i conflitti, vigilando argini, ordine pubblico e contrabbando e trasportando il sale in tempo di pace. Infine, dovevano anche organizzare squadre di soccorso durante le alluvioni. Nel 1494 la flotta ducale contava ancora 33 galeoni, tutti ormeggiati nella darsena di Pavia, ma, piuttosto velocemente, nello scenario bellico dell'Italia settentrionale decadde l'uso di grosse flotte fluviali: i progressi a cui andarono incontro le artiglierie tra gli ultimi decenni del XV secolo e i primi del successivo permisero la creazione di cannoni più maneggevoli, che potevano essere messi in posizione sulle rive dei corsi d'acqua e che si rivelarono ostacoli insormontabili per le imbarcazioni militari.

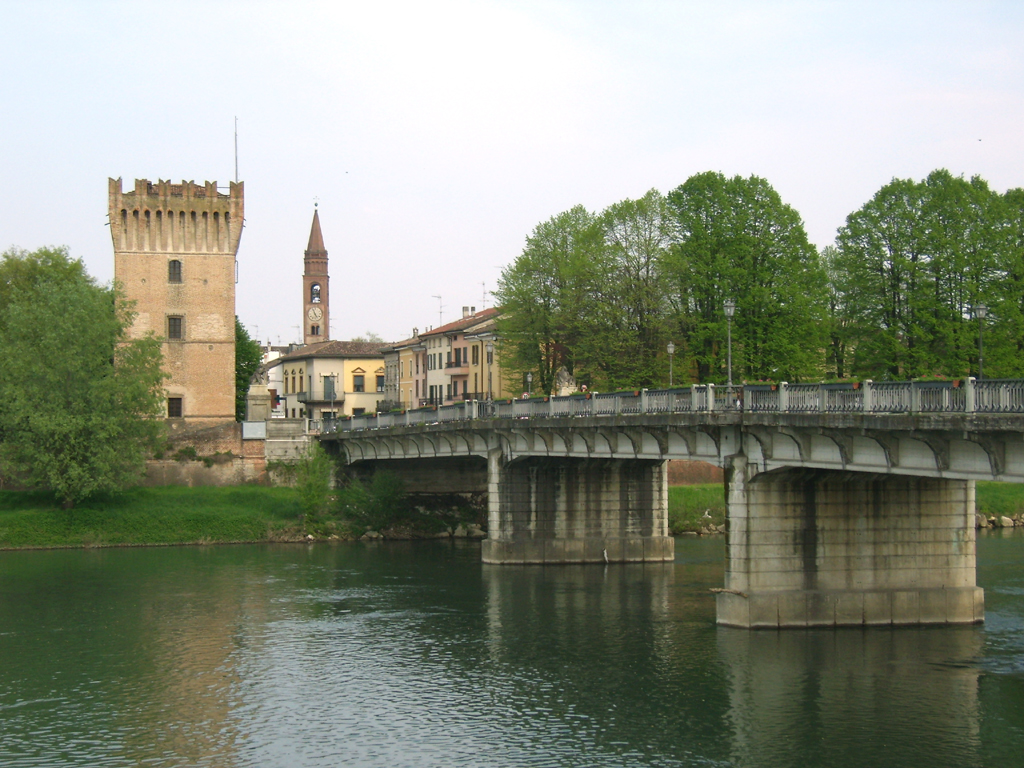
Attraversamento sull'Adda a Pizzighettone dove è ancora presente la torre del guado.

#### Accampamento
Un esercito non era composto solo da combattenti ma si configurava come una sorta di città in movimento. A servizio del duca in tempi di guerra si trovavano non meno di sei consiglieri, otto gentiluomini, cinquanta camerieri, due medici e uno speziale, due cappellani, due cacciatori (stambecchineri), dodici staffieri, tre bussolari, dieci addetti al montaggio delle tende, due cuochi, sei stallieri, sei portatori, ventiquattro trombettieri e ancora siniscalchi, credenzieri, dispensatori, apparecchiatori, fornai, uscieri, sellai, barbieri, sarti e calzolai per un totale di quasi duecento persone su circa cinquecento cavalli che occupavano una sessantina di tende. A esse si aggiungevano i tre cancellieri generali ducali che a loro volta avevano alle dipendenze alcuni servitori. La tenda del duca si trovava al centro dell'accampamento e vi erano sempre alcune tende libere per poter ospitare ambasciatori.

## Relazioni estere
La necessità di un primo servizio diplomatico stabile iniziò a sentirsi nel Ducato di Milano col consolidamento del potere dei duchi nel XIV secolo. Il rapporto nell'ambito di politica estera tra lo stato di Milano e le sue rappresentanze mercantili e cittadine, a ogni modo, fu sempre dicotomico: da un lato vi erano regolari ambasciatori della corte presso le varie città Europee dell'epoca e presso gli stati italiani, dall'altro vi era un secondo gruppo costituito da persone nominate dai rappresentanti del comune di Milano. Se i primi si preoccupavano in gran parte di decidere le questioni internazionali, i secondi si orientavano sulla difesa delle ragioni economiche e mercantili del milanese oltre alla difesa dei diritti consuetudinari acquisiti nel tempo presso specifici stati.
La prima rappresentanza a essere stabilita fu quella voluta dal duca Gian Galeazzo Visconti presso la Repubblica di Genova e l'ambasciatore in loco ebbe sempre per Milano un ruolo privilegiato dal momento che la città era reputata a ragion veduta il naturale sbocco marittimo del ducato. Anche dopo la scoperta dell'America, a ogni modo, la diplomazia milanese non sentì particolarmente il bisogno di orientarsi verso l'Atlantico e le grandi potenze, ma oltre a conservare i rapporti tradizionali con Spagna e Francia, sviluppò un forte legame con gli altri territori appartenenti alla dinastia degli Asburgo e coi paesi a essi confinanti, anche per ragioni politiche (nel XVI secolo la diplomazia milanese si spinse sino in Polonia e in Ungheria). Tra le famiglie milanesi maggiormente impegnate nella carriera diplomatica si ricordano i Melzi, gli Adobati, i Croce, i Ferrero, i Ghiringhelli, gli Ossi, i Pecchio, i Pestalozzi, i Rivolta, gli Stampa e gli Zanelli (o Azanelli). Si ricordi inoltre la presenza della Nunziatura apostolica a Milano.

### Sul periodo spagnolo
- Vittorio Beonio-Brocchieri, Piazza universale di tutte le professioni del mondo. Famiglie e mestieri nel Ducato di Milano in età spagnola (Milano: Unicopli, 2000).
- Elena Brambilla e Giovanni Muto (a cura di), La Lombardia spagnola. Nuovi indirizzi di ricerca (Milano: Unicopli, 1997).
- Federico Chabod, Lo Stato di Milano e la vita religiosa a Milano nell’epoca di Carlo V (Torino, Einaudi, 1971).
- Emanuele Colombo, Giochi di luogo. Il territorio Lombardo nel Seicento (Milano: Franco Angeli, 2008).
- Stefano D'Amico, Le contrade e la città. Sistema produttivo e spazio urbano a Milano fra Cinque e Seicento (Milano: Franco Angeli, 1994).
- Giuseppe De Luca, Commercio del denaro e crescita economica a Milano tra Cinque e Seicento (Milano: Il Polifilo, 1996).
- Aldo De Maddalena, Dalla città al borgo. Avvio di una metamorfosi economica e sociale nella Lombardia spagnola (Milano: Franco Angeli, 1982).
- Luigi Faccini, La Lombardia fra '600 e '700 (Milano: Franco Angeli, 1988).
- Davide Maffi, La cittadella in armi: esercito, società e finanza nella Lombardia di Carlo II, 1660- 1700, Milano, Franco Angeli, 2010.
- Davide Maffi, Il baluardo della corona: guerra, esercito, finanze e società nella Lombardia seicentesca, 1630- 1660, Grassina, Le Monnier Università, 2007.
- Cesare Mozzarelli, Dall'antispagnolismo al revisionismo in Aurelio Musi (a cura di), Alle origini di una nazione. Antispagnolismo e identità italiana (Guerini e Associati, 2005).
- (EN)  Anthony Pagden, Spanish Imperialism and the Political Imagination. Studies in European and Spanish-American Social and Political Theory, 1513–1830 (New Haven: Yale University Press, 1990).
- Paolo Pissavino e Gianvittorio Signorotto (a cura di), Lombardia borromaica, Lombardia spagnola, 1554–1659 (Roma: Bulzoni, 1995).
- Domenico Sella, Crisis and Continuity. The Economy of Spanish Lombardy in the Seventeenth Century (Cambridge, Mass.: Harvard University Press, 1979).
  - edizione italiana: L'economia lombarda durante la dominazione spagnola (Bologna: Il Mulino, 1982).
- Domenico Sella, Sotto il dominio della Spagna in Domenico Sella e Carlo Capra (a cura di), Il Ducato di Milano dal 1535 al 1796, Storia d’Italia (Torino: UTET, 1984), pp. 3–149.
- Gianvittorio Signorotto, Milano Spagnola. Guerra, istituzioni, uomini di governo, 1635–1660 (Milano: Sansoni, 1996).
- Giovanna Tonelli, La Lombardia spagnola nel XVII secolo. Studi di storia economica dopo Sella, Mediterranea 5 (2008), pp. 401–16.
- Giovanni Vigo, Uno stato nell'impero. La difficile transizione al moderno nella Milano di età spagnola (Milano: Guerini, 1994).